# Autobus de la ville de Luxembourg
Pour les articles homonymes, voir AVL.
Autobus de la ville de Luxembourg (ou AVL en abrégé) est un service de transport urbain de voyageurs opérant à Luxembourg et sur tout ou partie des communes de Bertrange, Hesperange, Leudelange, Niederanven, Sandweiler, Steinsel, Strassen et Walferdange.
Les autobus font leur apparition en 1926, en complément du réseau de tramway municipal mis en service en 1908, en remplacement d'une ligne exploitée par une compagnie privée depuis 1875. Progressivement, les autobus se développent et supplantent les tramways qui disparaissent en 1964 ; ces derniers font leur retour dans la capitale grand-ducale en 2017, mais sont désormais exploités par une compagnie de droit privé, Luxtram.
Le réseau AVL est exploité en régie directe par le service municipal des autobus de la capitale et fonctionne à l'aide de 32 lignes de bus régulières, d'une navette spécifique en centre-ville et de sept lignes de bus nocturnes. Il est complémentaire du tramway de Luxembourg, exploité par Luxtram.

## Histoire

### Du tramway ...
L'histoire des transports en commun de la capitale grand-ducale commence le 21 février 1875 avec la mise en service d'un tramway à traction hippomobile entre la gare centrale et la rue Notre-Dame (lb). Il fut remplacé en 1908 par un tramway à traction électrique puis fut supprimé le 5 septembre 1964, dernier jour de circulation de l'ancien tramway, sur la ligne no 10.
À partir de cette date, le réseau est exclusivement desservi par des autobus, apparus pour la première fois en 1926.

### ... à l'autobus

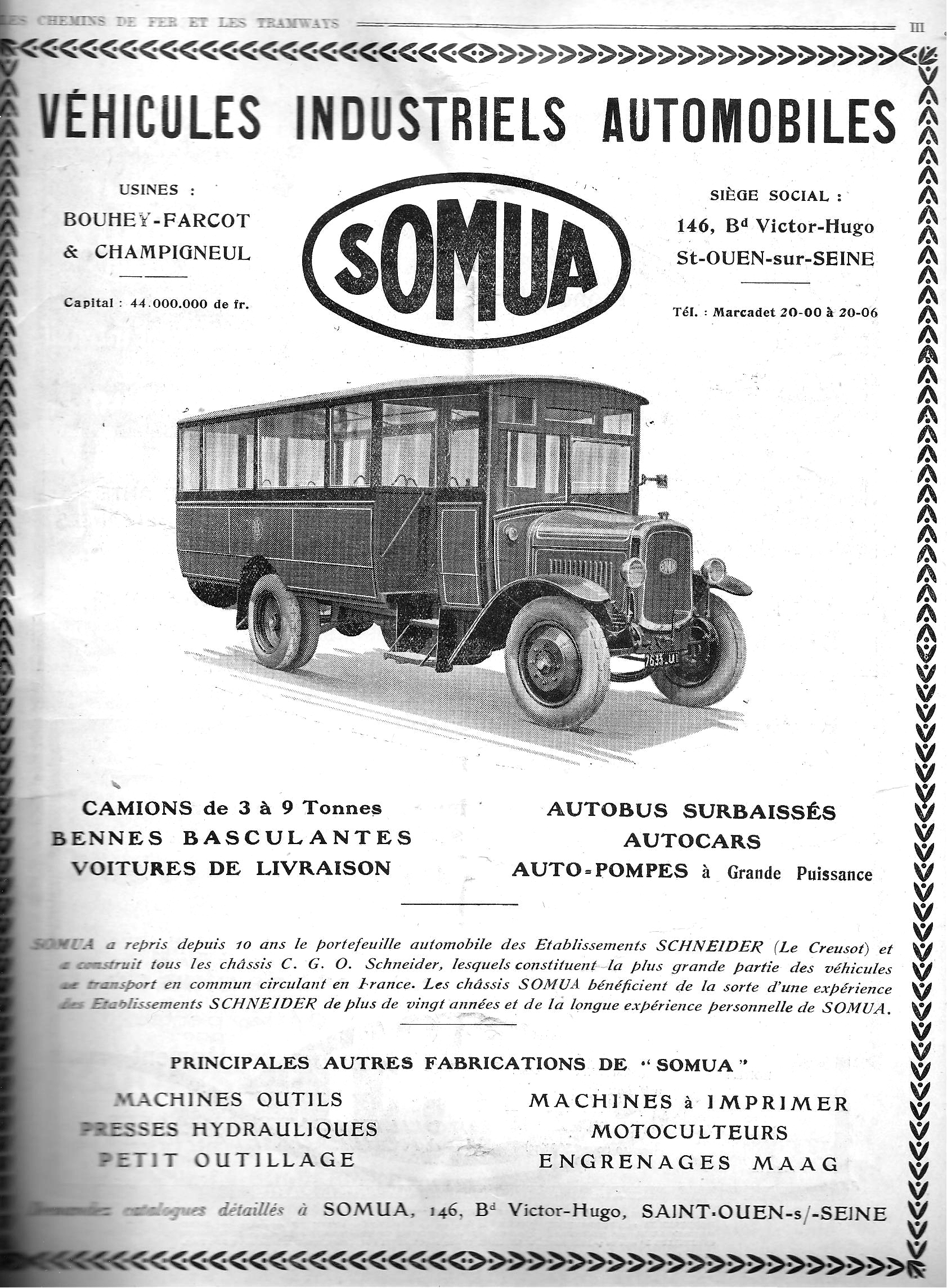
Les premiers autobus de la ville étaient des Somua.

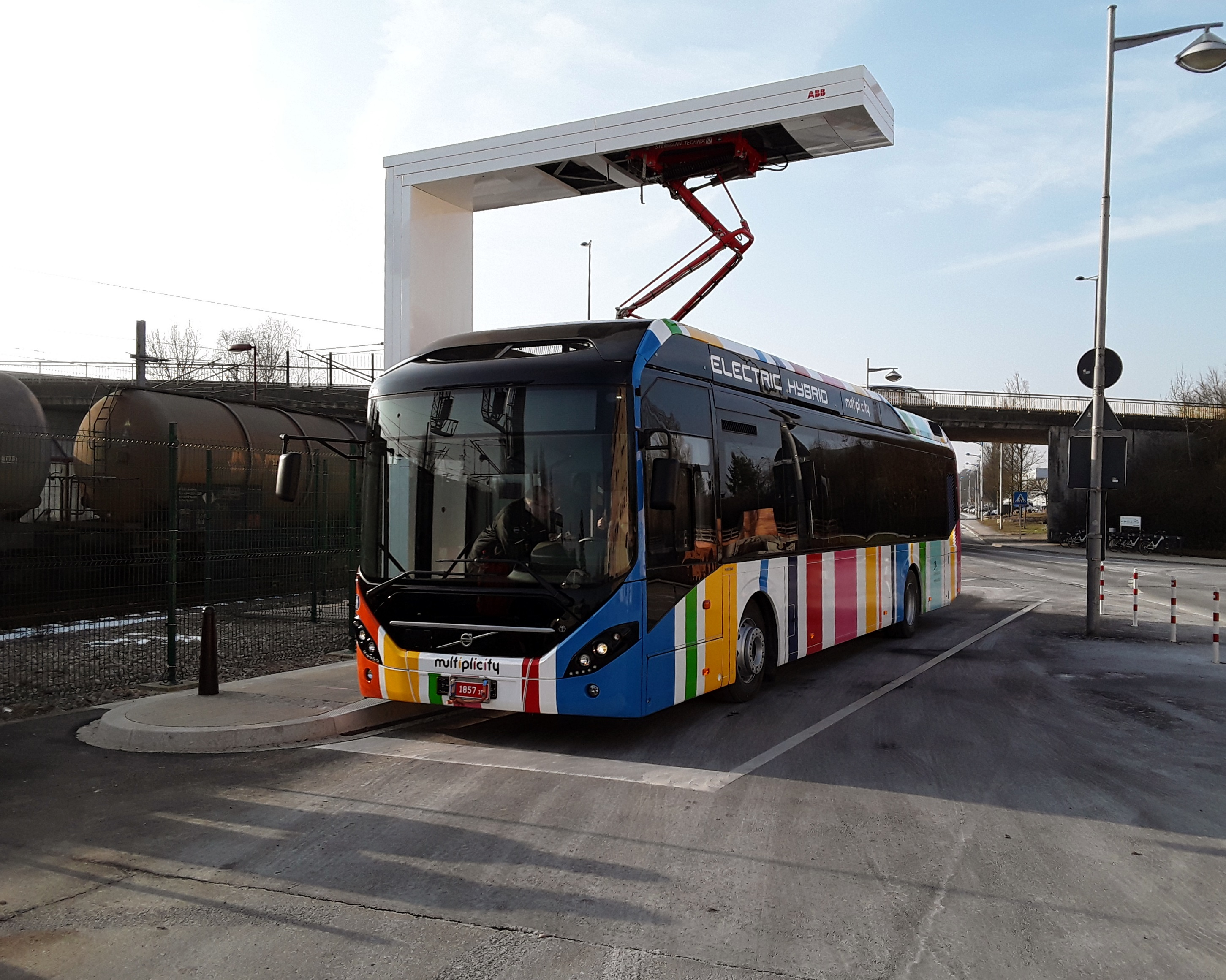
Un Volvo 7900 Hybride électrique en cours de charge à Bertrange.

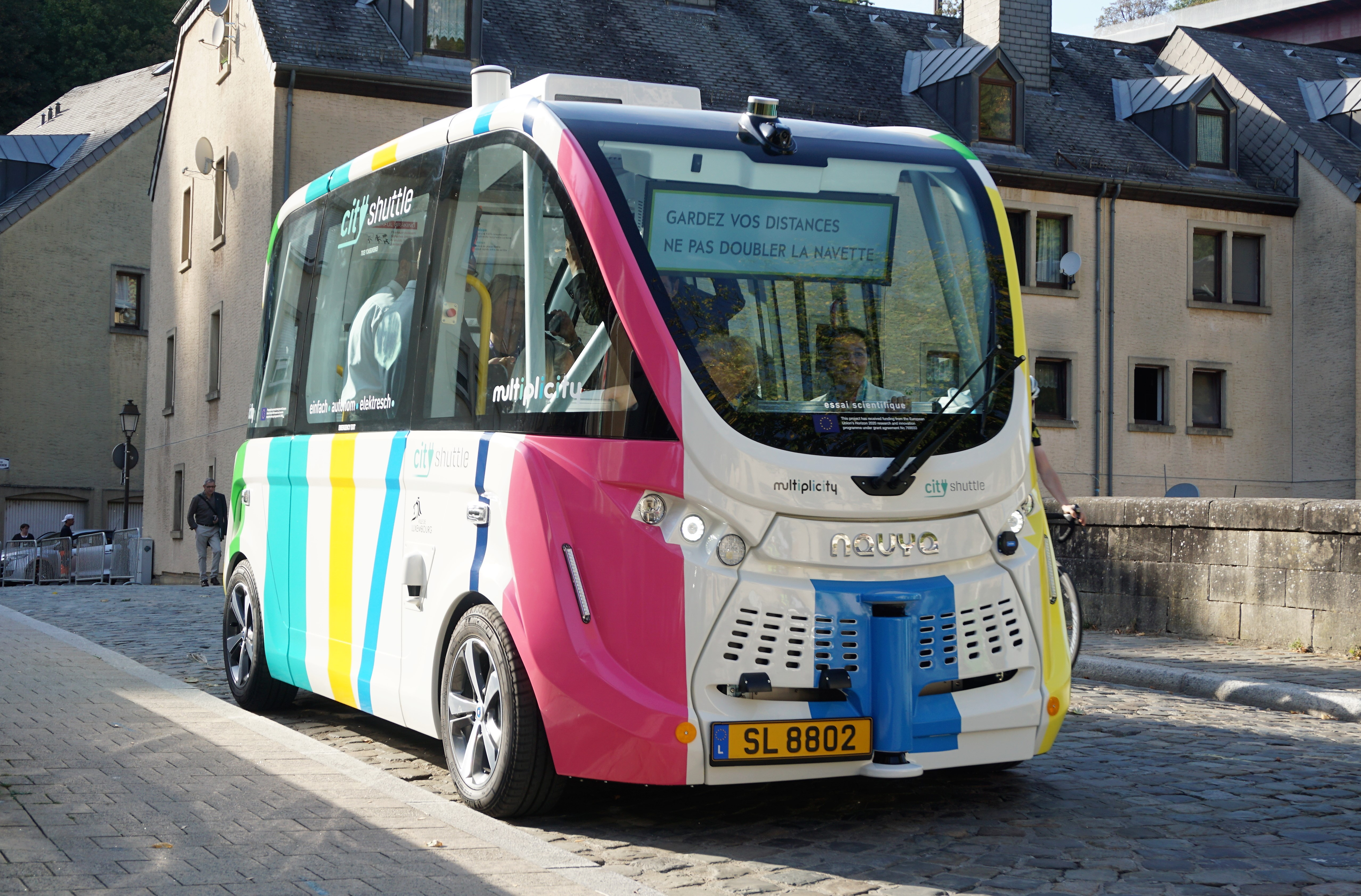
La navette autonome expérimentale City Shuttle.

Les autobus ont commencé à remplacer les tramways dès 1926 et cela continue tout au long des quarante années qui suivent, jusqu'à la suppression du dernier tramway en 1964. Les lignes de bus n'ont été numérotées qu'à partir des années 1960, seules les lignes de tramway l'étaient jusqu'à alors.
| Date              | Ligne                                      | Numérotation                                    |
| ----------------- | ------------------------------------------ | ----------------------------------------------- |
| 1 avril 1926      | Rollingergrund-Hamm                        | Ligne 15 (au 1 octobre 1962)                    |
| 1 avril 1927      | Gasperich-Cessange                         | Lignes 13 et 14 (au 1 octobre 1962)             |
| 15 février 1929   | Val Sainte-Croix                           | Ligne 7 (au 1 octobre 1962)                     |
| 8 juin 1931       | Grund-Pfaffenthal                          | Ligne 16 (au 1 octobre 1962)                    |
| 1 janvier 1936    | Bonnevoie-Rue E.-Welter                    | Ligne 6 (au 1 octobre 1962) ?                   |
| 1 avril 1938      | Bonnevoie-Rue A.-France                    | Ligne 6 (au 1 octobre 1962) ?                   |
| 15 mars 1946      | Kirchberg                                  | Ligne 17 (au 1 octobre 1962)                    |
| 4 juin 1952       | Pulvermühl-Cents                           | Ligne 18 (au 1 août 1966)                       |
| 19 juin 1952      | Cents-Hamm                                 | Ligne 15 (au 1 octobre 1962) ?                  |
| 1 novembre 1952   | Neudorf                                    | Ligne 9 (au 1 octobre 1962)                     |
| 10 mai 1955       | Rollingergrund                             | Ligne 12 (au 1 octobre 1962)                    |
| 13 septembre 1955 | Hollerich                                  | Ligne 8 (au 1 octobre 1962)                     |
| 8 septembre 1959  | Bonnevoie-Rue du cimetière                 | Ligne 6 (au 1 octobre 1962)                     |
| 23 mai 1960       | (Circulaire) Gare-Ville-Haute-Limpertsberg | Ligne 1 (dès sa création)                       |
| 23 mai 1960       | (Circulaire) Gare-Ville-Haute-Limpertsberg | Ligne 2 (dès sa création)                       |
| 23 mai 1960       | Gare-Limpertsberg-Gare                     | Ligne 4 (dès sa création)                       |
| 11 juillet 1960   | Gare-Limpertsberg-Gare                     | Ligne 3 (dès sa création)                       |
| 17 août 1960      | Gare-Limpertsberg-Faïencerie-Gare          | Ligne 5 (dès sa création)                       |
| 2 mai 1961        | Gare-Merl                                  | Remplacement du tramway 11, sous le même numéro |
| 5 septembre 1964  | Gare-Eich-Beggen                           | Remplacement du tramway 10, sous le même numéro |

Entre 1983 et 1984, le réseau est étendu aux communes de Bertrange, Niederanven, Senningerberg, Steinsel et Strassen.
En février 1986 une convention est signée entre les AVL et le RGTR concernant la mise en place du service coordonné permettant l'intégration de lignes RGTR au sein du réseau municipal ; elle est remplacée par une autre en 2012.
Le 1er janvier 1988 voit le lancement du service Rollibus, destiné au transport de personnes à mobilité réduite, directement du domicile de l'utilisateur au point de descente qu'il a désigné.
Entre 1990 et 1992, le réseau a été intégralement revu en application du « plan Brändli », du nom de l'expert suisse des transports Heinrich Brändli (de) qui a étudié cette restructuration,, afin d'améliorer le réseau et de tenter de désaturer la ville, confrontée à une augmentation croissante de la circulation automobile. Un service de navettes de proximité en heures creuses, les « Joker-bus » destinés aux personnes âgées, voient le jour en novembre 1990.
En se basant sur les propositions émises par Heinrich Brändli entre 1985 et 1987, la restructuration a consisté à la mise en place d'un axe nord-sud, précédé en 1989 par la création de parc relais (Bouillon, Lux-Sud, Stade et Kirchberg), entre la gare et le centre Hamilius pourvu de voies réservées aux bus,.
En 2002, le réseau s'équipe de ses premiers bus « hybrides », les Mercedes-Benz Cito, en réalité équipés d'une transmission Diesel-électrique. En 2003, ce sont trois bus à hydrogène de type Mercedes-Benz Citaro qui sont testés. Ces bus à hydrogène rouleront jusqu'en 2007,,.
Une refonte du réseau a eu lieu le 15 septembre 2008, à la suite d'une étude commandée par la ville en 2006.
Une dizaine d'années après les Cito, le réseau se dote de bus hybrides en 2012. Il s'agit de Volvo 7700 utilisant un système « hybride-série ».
La fermeture définitive de la gare routière Hamilius le 1er juin 2015 a entraîné une refonte coordonnée du réseau avec le RGTR afin de prendre en compte le déplacement des terminus du centre-ville. Elle s'est accompagnée d'un nouveau plan qui s'est vu qualifié de « pire carte du monde » ou de « monstre spaghetti du Luxembourg » par le média américain Vox,. Elle est remplacée dès le mois de septembre par une adaptation du plan proposé par l'architecte parisien Jug Cerović.
Le 1er février 2017, les lignes 9, 13 et 14 sont équipées, en partie tout du moins de bus Volvo 7900 dits « Hybrides électriques » qui permettent de rouler en mode électrique pendant près de 7 km, le moteur Diesel n'étant sollicité que dans le cas où un surplus de puissance est nécessaire, comme dans une montée par exemple, au contraire d'un hybride-série classique où l'électrique n'est utilisé qu'au démarrage. La recharge s'effectue soit par récupération d'énergie au freinage, soit par un système de recharge aux arrêts qui prend la forme d'un pantographe posé sur le toit du bus qui se lève pour se recharger depuis la « potence », la charge dure six minutes. D'ici 7 ans, la ville ne devrait posséder plus aucun bus Diesel.
Le 10 décembre 2017, le réseau est modifié en lien avec la mise en service du nouveau tramway (exploité par Luxtram), de la gare de Pfaffenthal-Kirchberg, de son funiculaire et de la gare de Howald avec notamment la déviation des lignes 1 et 16 afin de ne pas doublonner le tramway et la création de la ligne 26 entre la gare de Howald et le nouveau quartier du ban de Gasperich.
Le 19 septembre 2018, une ligne expérimentale, le City Shuttle, est mise en service dans le quartier du Pfaffenthal ; elle présente la particularité d'être exploitée à l'aide d'une navette autonome sans conducteur. Cette ligne a été suspendue le 18 mars 2020 à cause de la pandémie de Covid-19 et n'a pas été remise en service depuis.
Le 13 décembre 2020, le réseau est restructuré dans le cadre de l'extension de la ligne de tramway à la gare de Luxembourg, avec notamment la suppression des terminus à cette dernière ; et la fin du service coordonné AVL/RGTR.

## Réseau
En 2023 le réseau se compose de 32 lignes en journée et huit lignes nocturnes. Ce réseau comptait, en 2016, 167 km de lignes et 24,6 km de couloirs réservés aux autobus. Au 1er janvier 2019 les bus ont parcouru, sous-traitance et service coordonné inclus, 13,591 millions de kilomètres.
Avec la fin du « service coordonné AVL/RGTR », la ville de Luxembourg est devenue la seule autorité responsable du réseau AVL.

### Les lignes

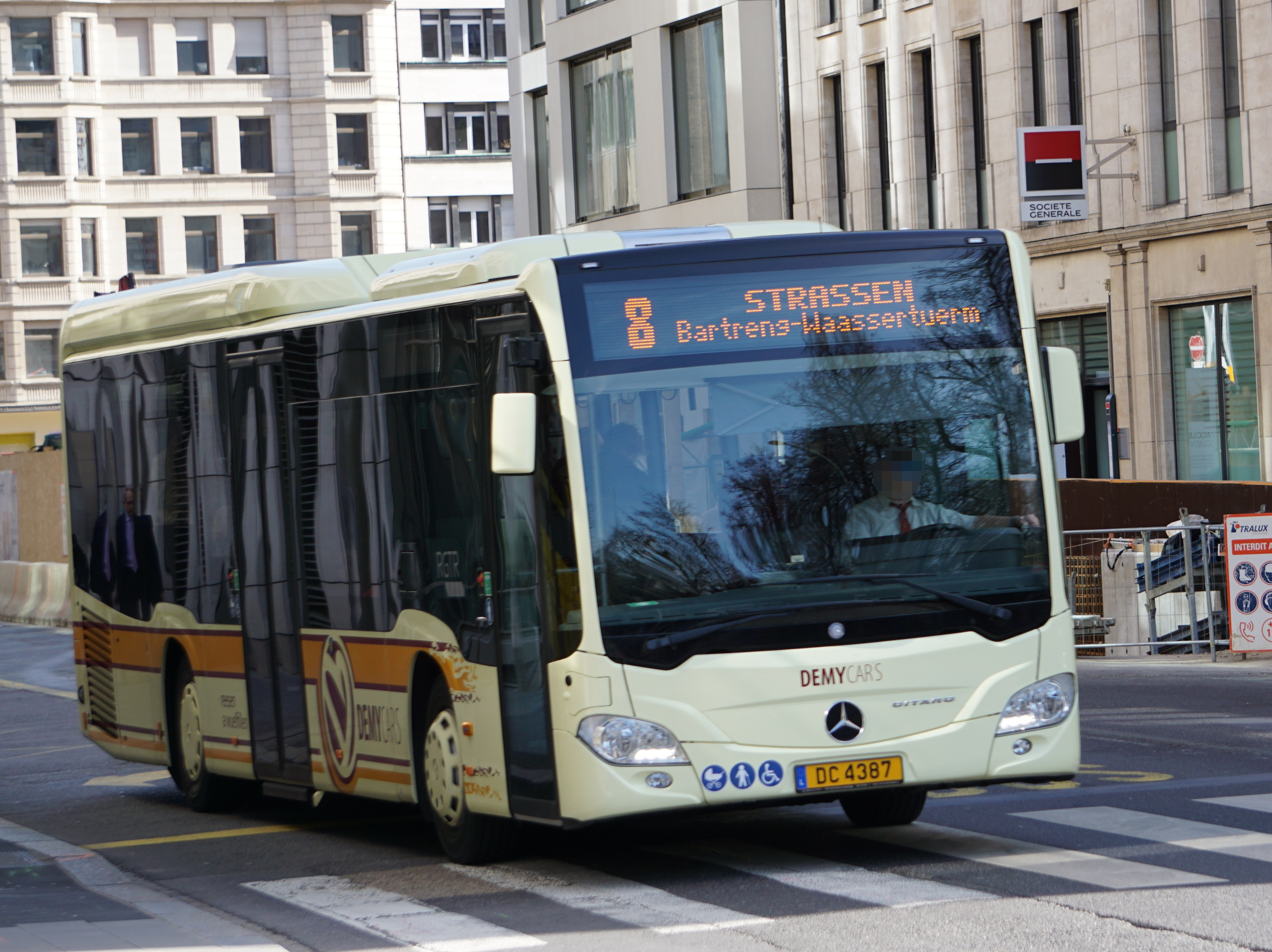
Un Mercedes-Benz Citaro de Demy Cars sur la ligne 8.

Le réseau est composé des 32 lignes régulières, numérotées de 2 à 33 et d'un réseau nocturne « City Night Bus » composé de huit lignes indicées CN1 à CN8.
Les numéros 1 et 28 ne sont plus attribués en raison du développement du tramway : le 1 lui est réservé, le 28 reste libre au cas où le besoin de créer une nouvelle ligne se présente.
Le réseau bien qu'étant sous la responsabilité de la ville de Luxembourg, s'étend également sur plusieurs communes de l'agglomération luxembourgeoise (Bertrange, Hesperange, Niederanven, Sandweiler, Steinsel, Strassen et Walferdange).
Un code couleur identifie les lignes :
- Violet : Tramway T1
- Bleu : Lignes de bus desservant l'axe Gare centrale-Ville-Haute (lignes 4, 10, 13, 14, 18 et 22) ;
- Vert : Lignes de bus desservant l'axe Gare-Rocade-Ville-Haute (lignes 2, 3, 5, 9 et 33) ;
- Rose : Lignes de bus desservant les axes Ouest-Est ou Ouest-Nord sans desservir le quartier Gare (lignes 6, 8, 11, 12, 15, 16 et 21) ;
- Orange : Couleur spécifique à la ligne 17 ;
- Tons pastel : Autres lignes, majoritairement secondaires, sauf pour la ligne 29 qui est à forte fréquence.

La navette « City Shopping Bus » est suspendue depuis le 15 juillet 2023.

#### Lignes régulières
Si la plupart des lignes circulent tous les jours, il existe des exceptions : les lignes 7, 17, 19, 22, 25 et 31 ne fonctionnent pas les dimanches et jours fériés et les lignes 20, 27 et 32 ne fonctionnent qu'en semaine. En soirée, les lignes 17, 19, 20, 27, 31, 32 et 33 ne fonctionnent pas.
| No | Parcours | Matériel roulant | Exploitants                                                             |
| -- | --- | ---------------- | ----------------------------------------------------------------------- |
| 2  | Lycée Michel-Lucius (en) ↔ Lycée Bouneweg / Pôle d'échanges                                                                    | —                | AVL, Émile Weber, Demy Schandeler                                       |
| 3  | Henri-Dunant ↔ Howald — Waassertuerm                                                                                           | —                | AVL, Autocars Altmann, Voyages Bollig, Voyages Ecker                    |
| 4  | Parc de l'Europe ↔ Leudelange — Gemeng                                                                                         | —                | AVL, Demy Schandeler                                                    |
| 5  | Bertrange — Gemeng ↔ P+R Stade de Luxembourg                                                                                   | —                | AVL, Émile Weber, Demy Schandeler                                       |
| 6  | Bertrange — Gemeng ↔ Aéroport (limitée à Hamilius en soirée)                                                                   | —                | AVL, Émile Weber, Demy Schandeler                                       |
| 7  | Baden-Powell ↔ Poutty Stein | —                | AVL, Altmann, Voyages Vandivinit, Autocars Erny Wewer                   |
| 8  | Lycée Michel-Lucius (en) ↔ Bertrange — Waassertuerm                                                                            | —                | AVL, Demy Schandeler, Voyages Ecker, Émile Frisch                       |
| 9  | Rue de Bitbourg ↔ Cents — Waassertuerm                                                                                         | —                | AVL, Sales-Lentz                                                        |
| 10 | Steinsel — Buergaas ↔ Bertrange — Belle Étoile                                                                                 | —                | AVL, Demy Schandeler, Voyages Ecker                                     |
| 11 | Bertrange — École européenne II (en) (limitée à Hamilius en soirée et les dimanches et fêtes) ↔ Steinsel — Kennedy             | —                | AVL, Demy Schandeler, Sales-Lentz                                       |
| 12 | Chambre des Métiers ↔ Celtes                                                                                                   | —                | AVL                                                                     |
| 13 | Centre hospitalier ↔ Boy Konen                                                                                                 | —                | AVL, Sales-Lentz                                                        |
| 14 | Cents — Waassertuerm ↔ Boy Konen (limitée à Gare centrale en soirée et les dimanches et fêtes)                                 | —                | AVL, Sales-Lentz                                                        |
| 15 | P+R Bouillon (limitée à Celtes à certains services) ↔ Ierzkaulen (limitée à Hamilius en soirée et les dimanches et fêtes)      | —                | AVL, Josy Clément                                                       |
| 16 | Bertrange — École européenne II (en) ↔ Aéroport                                                                                | —                | AVL, Émile Weber, Sales-Lentz                                           |
| 17 | P+R Bouillon ↔ Monterey (lb)                                                                                                   | —                | AVL, Émile Weber                                                        |
| 18 | Kockelscheuer — Patinoire ↔ Luxexpo Entrée Sud                                                                                 | —                | AVL, Demy Schandeler, Émile Weber, Sales-Lentz                          |
| 19 | (Circulaire) Neumans Park (lb) via plateau Bourbon                                                                             | —                | AVL, Émile Weber                                                        |
| 20 | Gare centrale ↔ Kockelscheuer - Parc Luxite                                                                                    | —                | AVL, Émile Frisch, Voyages Simon, Sales-Lentz                           |
| 21 | Eich — Centre Culturel ↔ Luxexpo Entrée Sud (limitée à Monterey en soirée)                                                     | —                | AVL, Voyages Ecker, Émile Weber, Josy Clément                           |
| 22 | Strassen — Primeurs (limitée à Gare centrale en soirée) ↔ P+R Bouillon                                                         | —                | AVL, Émile Weber, Sales-Lentz                                           |
| 23 | Eich — Centre Culturel ↔ Demy Schlechter (lb) (limitée à Gare Centrale (en heures creuses, en soirée et les dimanche et fêtes) | —                | AVL, Émile Frisch                                                       |
| 24 | Centre hospitalier ↔ Howald — Peternelchen (limitée à P+R Bouillon en soirée, les weekends et jours fériés)                    | —                | AVL                                                                     |
| 25 | Dommeldange — Gare ↔ Rue de Bitbourg (limitée à Poutty Stein pour un bus sur deux en semaine et le samedi)                     | —                | AVL, Émile Frisch, Émile Weber, Voyages Vandivinit, Autocars Erny Wewer |
| 26 | Steinsel — Kennedy ↔ Rehazenter                                                                                                | —                | AVL, Voyages Ecker                                                      |
| 27 | Rue de Bitbourg ↔ Kockelscheuer — Patinoire                                                                                    | —                | AVL, Autocars Altmann, Émile Frisch, Émile Weber, Voyages Vandivinit    |
| 29 | Hesperange — Cité Um Schlass ↔ Senningerberg — Charlys Statioun                                                                | —                | AVL, Émile Frisch                                                       |
| 30 | Lycée Michel-Lucius (en) ↔ Réimerwee                                                                                           | —                | AVL, Autocars Altmann, Voyages Bollig, Ecker, Voyages Vandivinit        |
| 31 | Strassen — Oricher-Hoehl ↔ Ville-Haute — Badanstalt                                                                            | —                | AVL                                                                     |
| 32 | Parc de l'Europe ↔ Mischekopp                                                                                                  | —                | AVL, Demy Schandeler                                                    |
| 33 | Bambësch - Centre sportif ↔ Howald — Waassertuerm                                                                              | —                | AVL, Autocars Altmann, Voyages Vandivinit                               |

#### City Night Bus
Ces lignes fonctionnent uniquement les nuits de vendredi et de samedi entre minuit et 4 h.
| No  | Parcours                                                                       | Matériel roulant | Exploitants      |
| --- | ------------------------------------------------------------------------------ | ---------------- | ---------------- |
| CN1 | P+R Bouillon ↔ Cents — Waassertuerm                                            | —                | AVL              |
| CN2 | (Circulaire) Hamilius via Gasperich et Cessange                                | —                | AVL, Émile Weber |
| CN3 | (Circulaire) Hamilius via Bonnevoie, Hamm et Pulvermühl                        | —                | AVL, Émile Weber |
| CN4 | (Circulaire) Hamilius via Centre, Kirchberg et Weimershof                      | —                | AVL, Émile Weber |
| CN5 | (Circulaire) Hamilius via Centre, Kirchberg, Weimerskirch, Dommeldange et Eich | —                | AVL              |
| CN6 | (Circulaire) Hamilius via Centre, Eich, Beggen et Rollingergrund               | —                | AVL              |
| CN7 | (Circulaire) Hamilius via Centre, Limpertsberg, Belair et Merl                 | —                | AVL              |
| CN8 | (Circulaire) Hamilius via Gasperich et Bonnevoie                               | —                | AVL              |

#### Lignes scolaires
Les AVL assurent des lignes scolaires pour les établissements scolaires d'enseignement secondaire de la ville : Limpertsberg, Geesseknäppchen, École Sainte-Sophie et École Européenne I au Kirchberg (l'École européenne II à Bertrange assurant en partie elle-même le transport de ses élèves et pour le reste est desservie par les lignes scolaires du RGTR ainsi que d'autres services pour le site du Kirchberg, en complément de celui des AVL).
| No | Parcours |
| -- | --- |
| 71 | Beggen → Eich → Limpertsberg → Val Sainte-Croix → Geesseknäppchen-Sud                                                        |
| 72 | Kirchberg ↔ Kiem ↔ Weimershof ↔ Glacis ↔ Belair / Val Sainte-Croix ↔ Geesseknäppchen-Sud                                     |
| 73 | Cents ↔ Fetschenhof ↔ Pulvermühl ↔ Geesseknäppchen-Sud                                                                       |
| 74 | Bonnevoie ↔ Kaltreis ↔ Geesseknäppchen-Sud                                                                                   |
| 75 | Aller : Kohlenberg → Cessange → Geesseknäppchen-Sud ; Retour : Geesseknäppchen-Sud → Cessange → Gasperich → Hollerich-Gare   |
| 76 | Hollerich-Gare → Gasperich → Geesseknäppchen-Sud                                                                             |
| 78 | Dommeldange → Eich → Glacis → Belair → Geesseknäppchen-Sud                                                                   |
| 81 | Eich ↔ Beggen ↔ Dommeldange ↔ Weimerskirch ↔ École Européenne I                                                              |
| 83 | Neudorf ↔ Clausen ↔ Cents ↔ Neudorf ↔ Weimershof ↔ École Européenne I                                                        |
| 86 | Merl ↔ Belair ↔ École Européenne I                                                                                           |
| 88 | Limpertsberg ↔ École Européenne I                                                                                            |
| 90 | École Sainte-Sophie → Rout Bréck-Pafendal → Gare                                                                             |
| 91 | Pfaffenthal-Halte CFL → Sportslycée                                                                                          |
| 92 | Bonnevoie → Hamm → Neudorf → Clausen → Limpertsberg-Theater (desserte du Campus Limpertsberg en faisant une correspondance)  |
| 93 | Pulvermühl ↔ Cents ↔ Campus Limpertsberg                                                                                     |
| 94 | Cessange → Gare → Campus Limpertsberg                                                                                        |
| 95 | Gasperich → Gare → Campus Limpertsberg                                                                                       |
| 96 | Helfenterbruck → Merl → Centre → Campus Limpertsberg                                                                         |
| 97 | Bonnevoie-Lycée Bouneweg → Ville-Haute → Fondation Pescatore (desserte du Campus Limpertsberg en faisant une correspondance) |

### Trafic
Le trafic annuel (en nombre de voyageurs) est en hausse constante d'année en année depuis le début des années 1990 ; les données ont été fiabilisées à partir de 1988 et sont surestimées sur les années précédentes, :
- 1938 : 713 000 ;
- 1950 : 1,009 million ;
- 1960 : 6,629 millions ;
- 1970 : 16,667 millions ;
- 1980 : 17,248 millions ;
- 1981 : 17,707 millions ;
- 1982 : 17,800 millions ;
- 1983 : 17,657 millions ;
- 1984 : 16,261 millions ;
- 1985 : 16,160 millions ;
- 1986 : 15,385 millions ;
- 1987 : 15,230 millions ;
- 1988 : 12,017 millions ;
- 1989 : 11,415 millions ;
- 1990 : 12,554 millions ;
- 1991 : 15,148 millions ;
- 1992 : 18,137 millions ;
- 1993 : 20 millions ;
- 1994 : 21,680 millions ;
- 2007 : 27,788 millions ;
- 2009 : 28,162 millions ;
- 2010 : 31,421 millions ;
- 2014 : 37,781 millions ;
- 2015 : 39,180 millions ;
- 2016 : 37,100 millions ;
- 2018 : 40,300 millions ;

### Call-a-bus

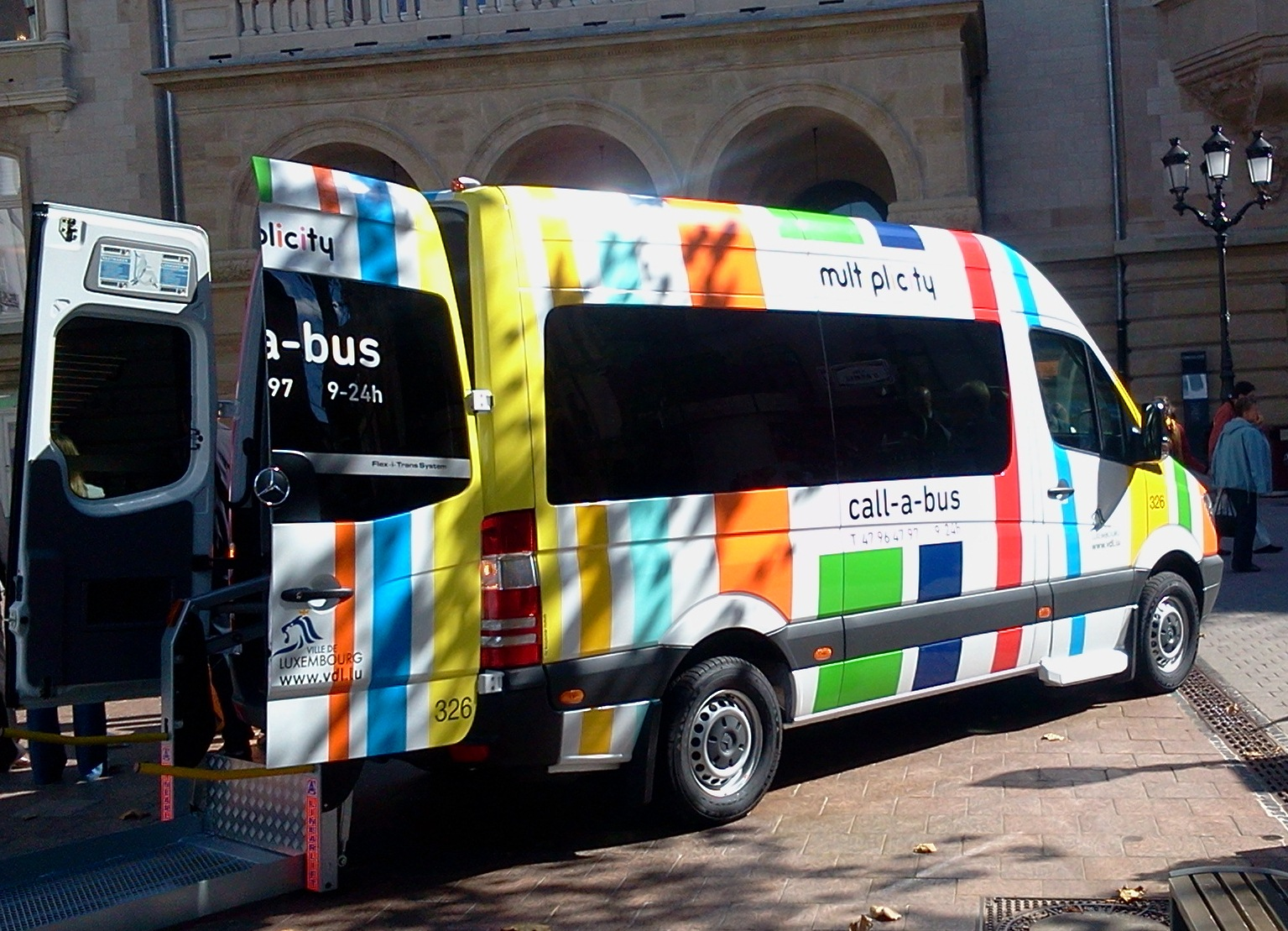
Mercedes-Benz Sprinter du Call-a-bus.

Ce service de transport à la demande fonctionne en porte-à-porte pour deux types d'utilisateurs :
- pour les personnes en situation de handicap devant se déplacer en fauteuil roulant sur le territoire de la ville de Luxembourg et des communes conventionnées (Bertrange, Hesperange, Niederanven, Strassen, Walferdange) avec un accès gratuit et un service assuré tous les jours de 7 h à minuit ;
- pour personnes âgées de 70 ans et plus sur le territoire de la ville de Luxembourg avec un accès payant, le tarif d'une course est fixé à 6 € pour un bénéficiaire et à 3 € pour un accompagnant, le service est assuré du lundi au samedi de 9 h à minuit.

### Arrêts

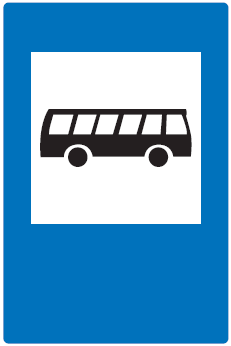
Panneau indiquant un arrêt de bus.

En 2019, le réseau compte 777 arrêts de bus dont 309 sont équipés d'une aubette possédant un plan du réseau, le nom de l'arrêt, les horaires et la liste des lignes le desservant. Entre 2013 et 2016, les arrêts de bus situés sur le territoire de la capitale sont équipés d'abris du modèle « Foster » de JCDecaux, avec des aménagements spécifiques comme un totem supportant les horaires qui est disposé aux arrêts les plus importants et d'un écran annexe informant les voyageurs des prochains bus. Depuis 2017, un écran est intégré dans l'abri permettant d'annoncer les perturbations et modifications du réseau. Les arrêts les plus importants disposaient aussi de distributeurs de titres de transports, retirés avec la gratuité nationale des transports en 2020.
Les arrêts non équipés d'abribus disposent d'un poteau indiquant le nom de l'arrêt, les lignes le desservant et les horaires.

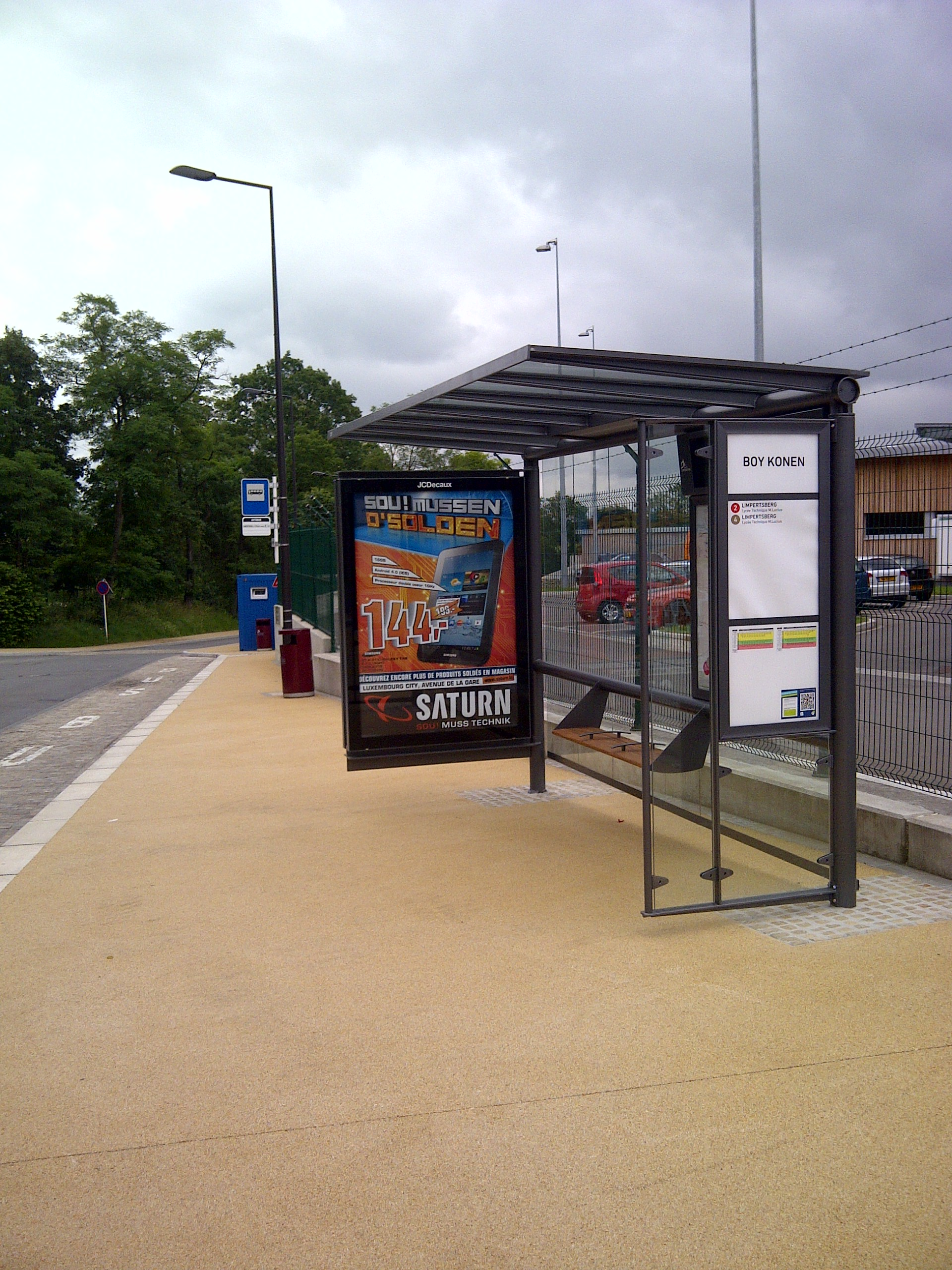
L'arrêt « Boy Konen ».
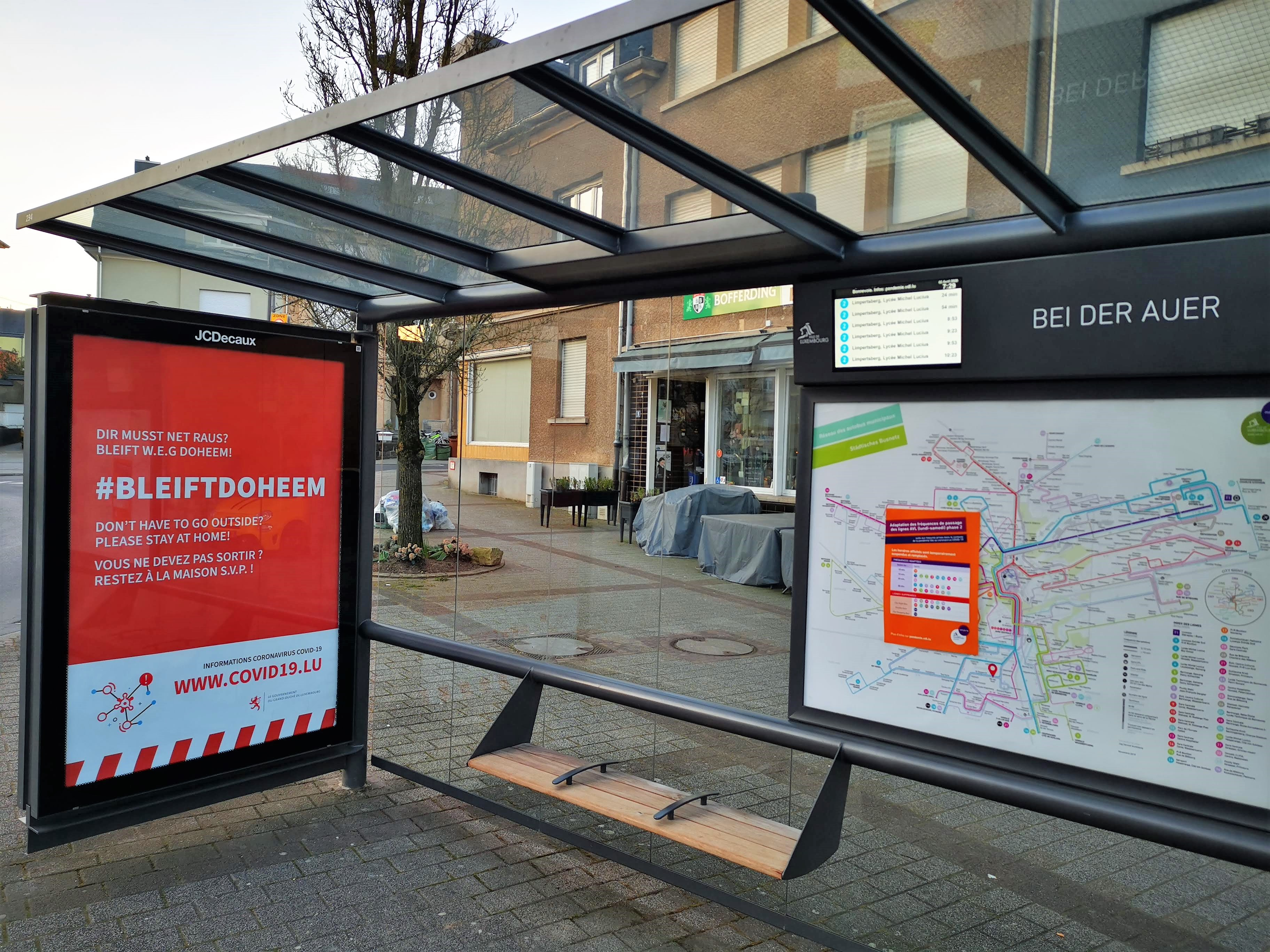
L'écran d'information et la signalétique intégré aux abris.
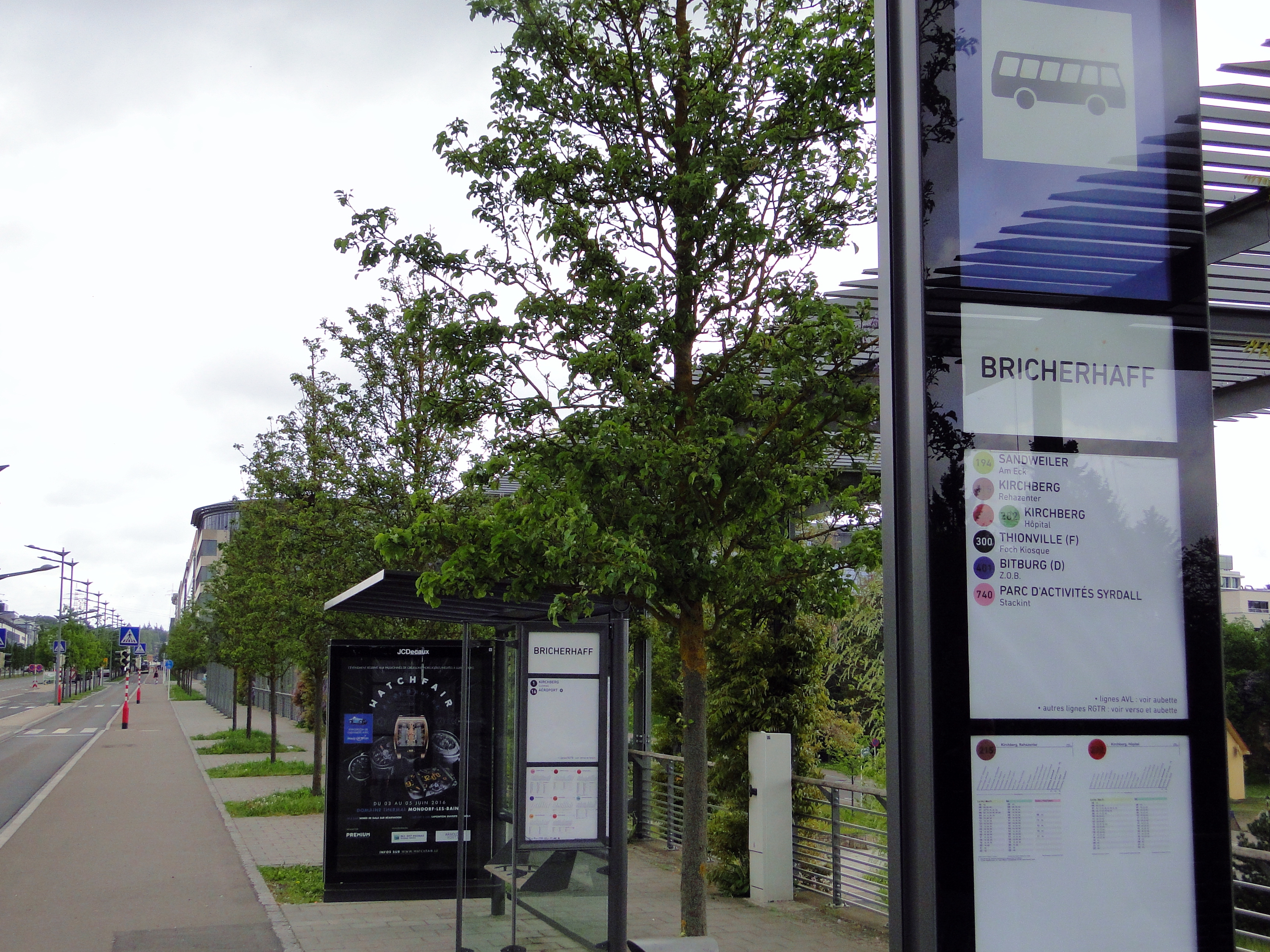
L'arrêt « Bricherhaff » et son totem annexe ...
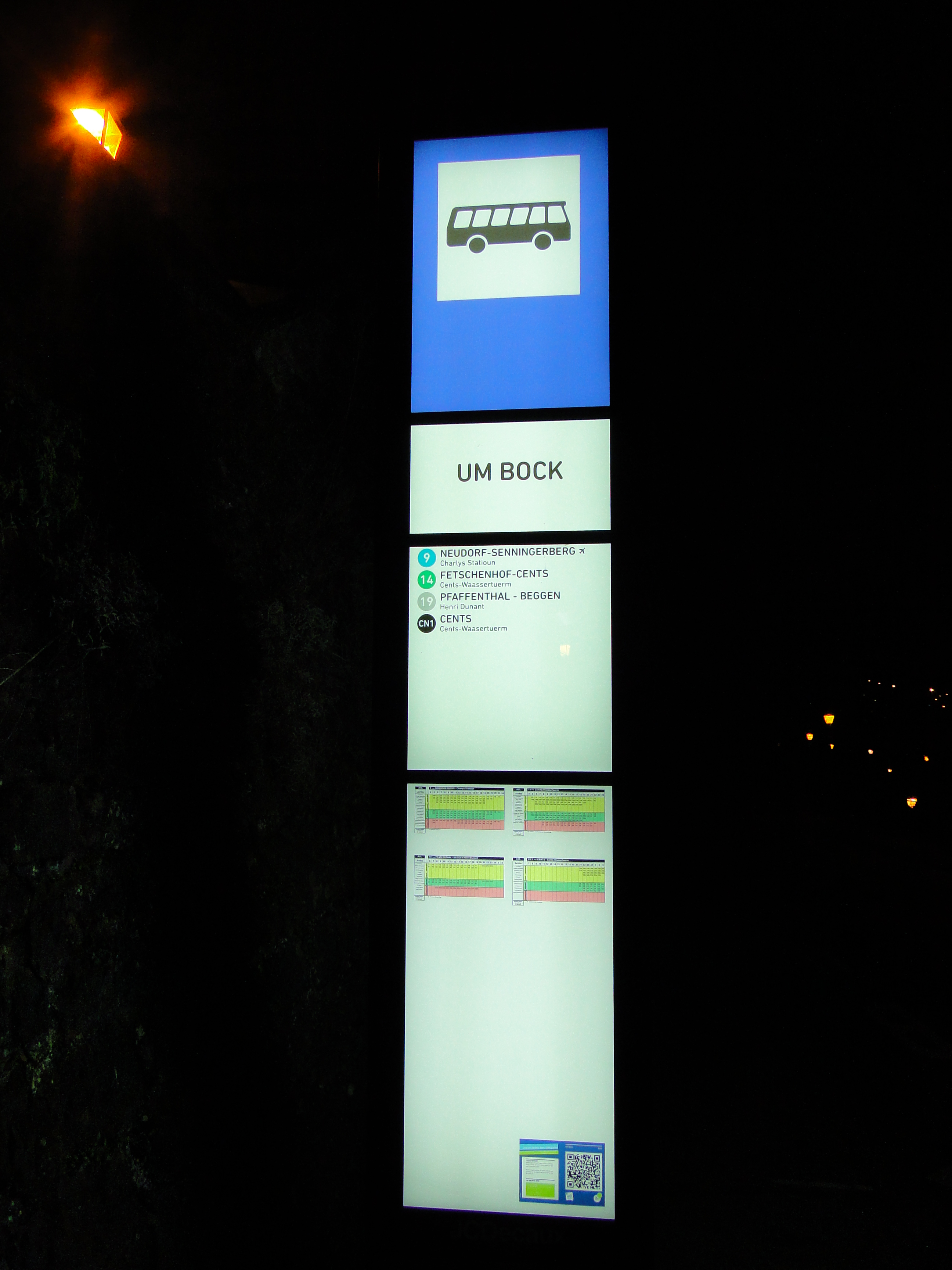
... qui est rétroéclairé la nuit (ici l'arrêt « Um Bock »).
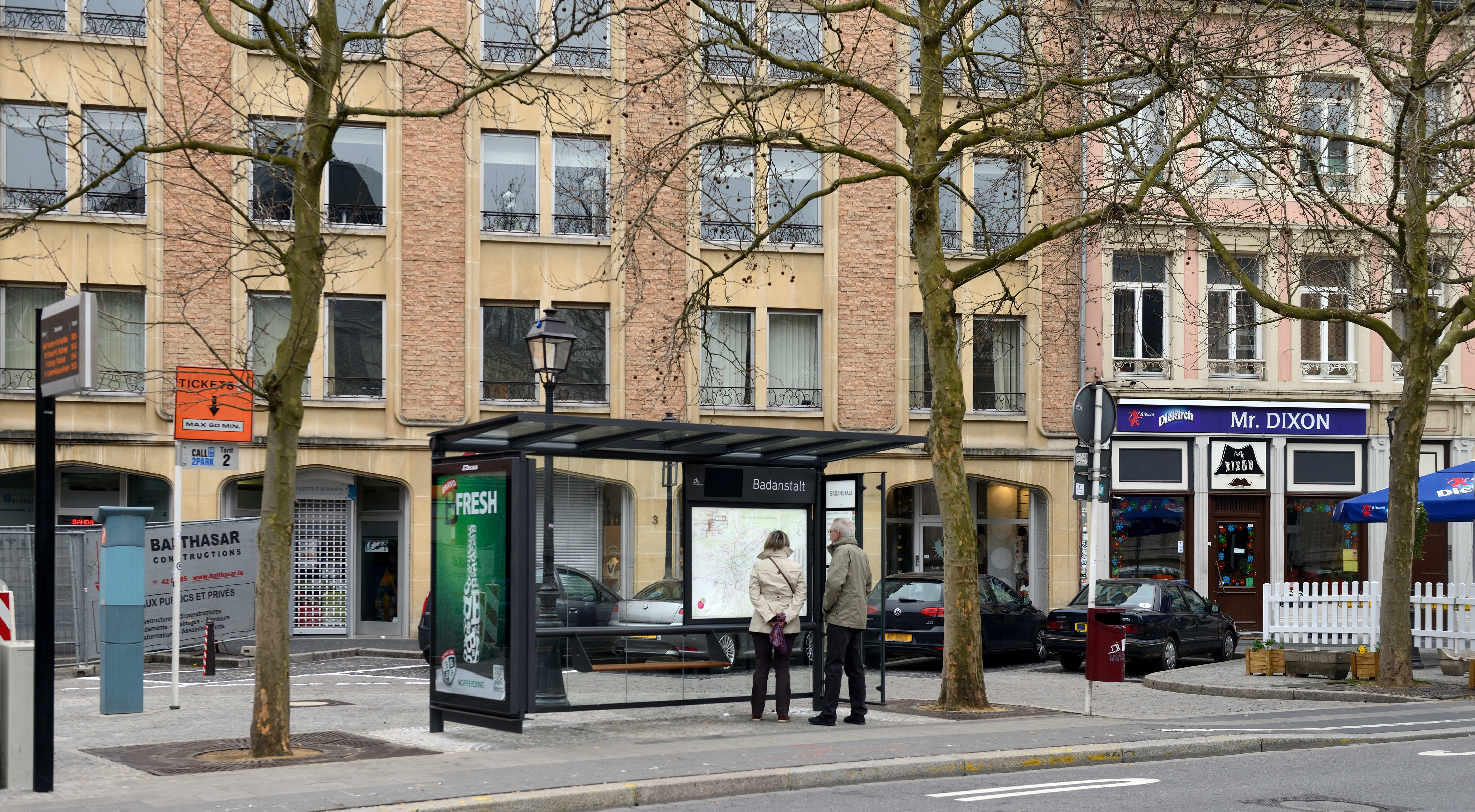
L'arrêt « Badanstalt » et sa borne d'information aux voyageurs (à gauche).
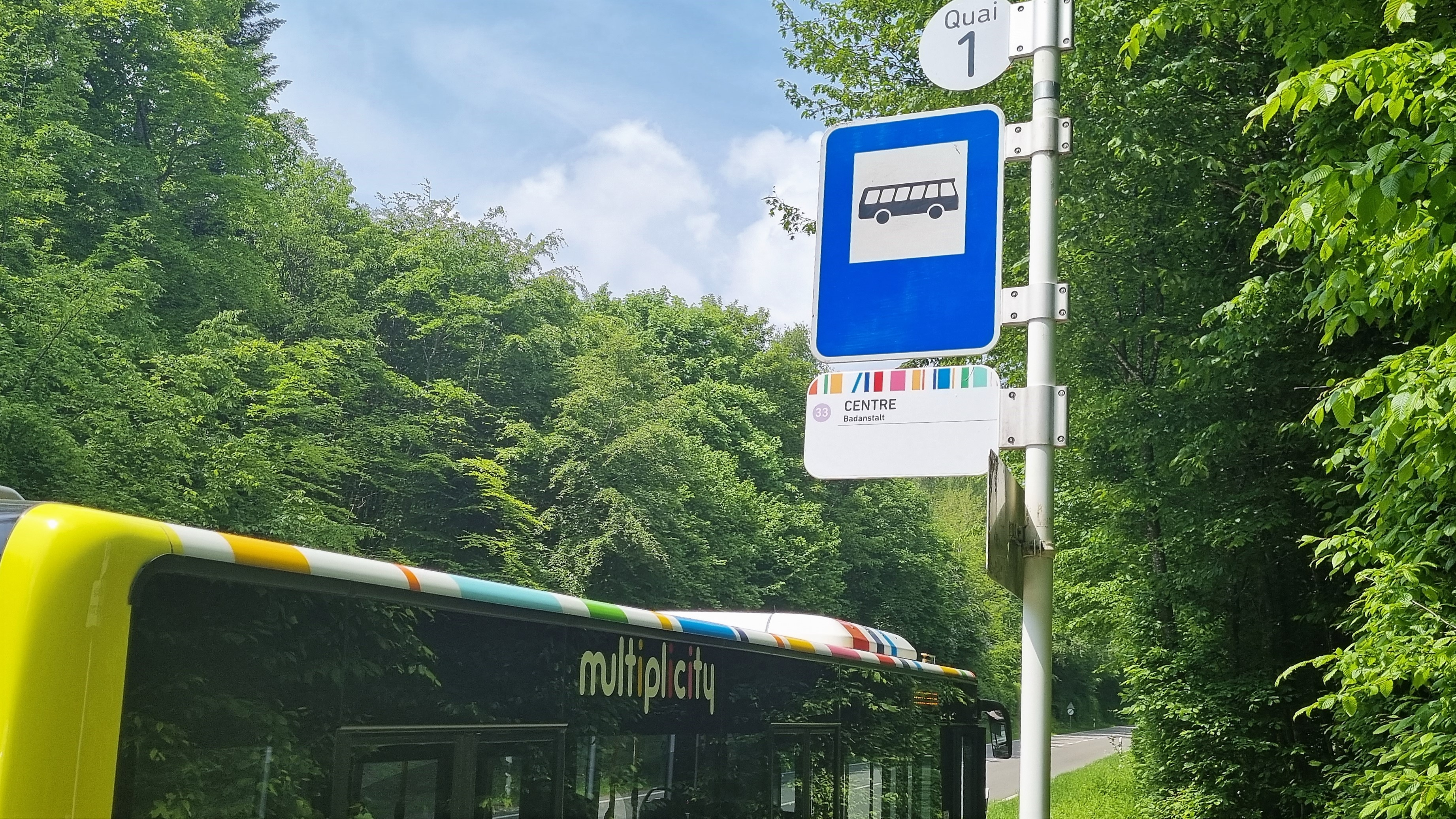
Le poteau de l'arrêt de bus « Bambësch, centre sportif ».
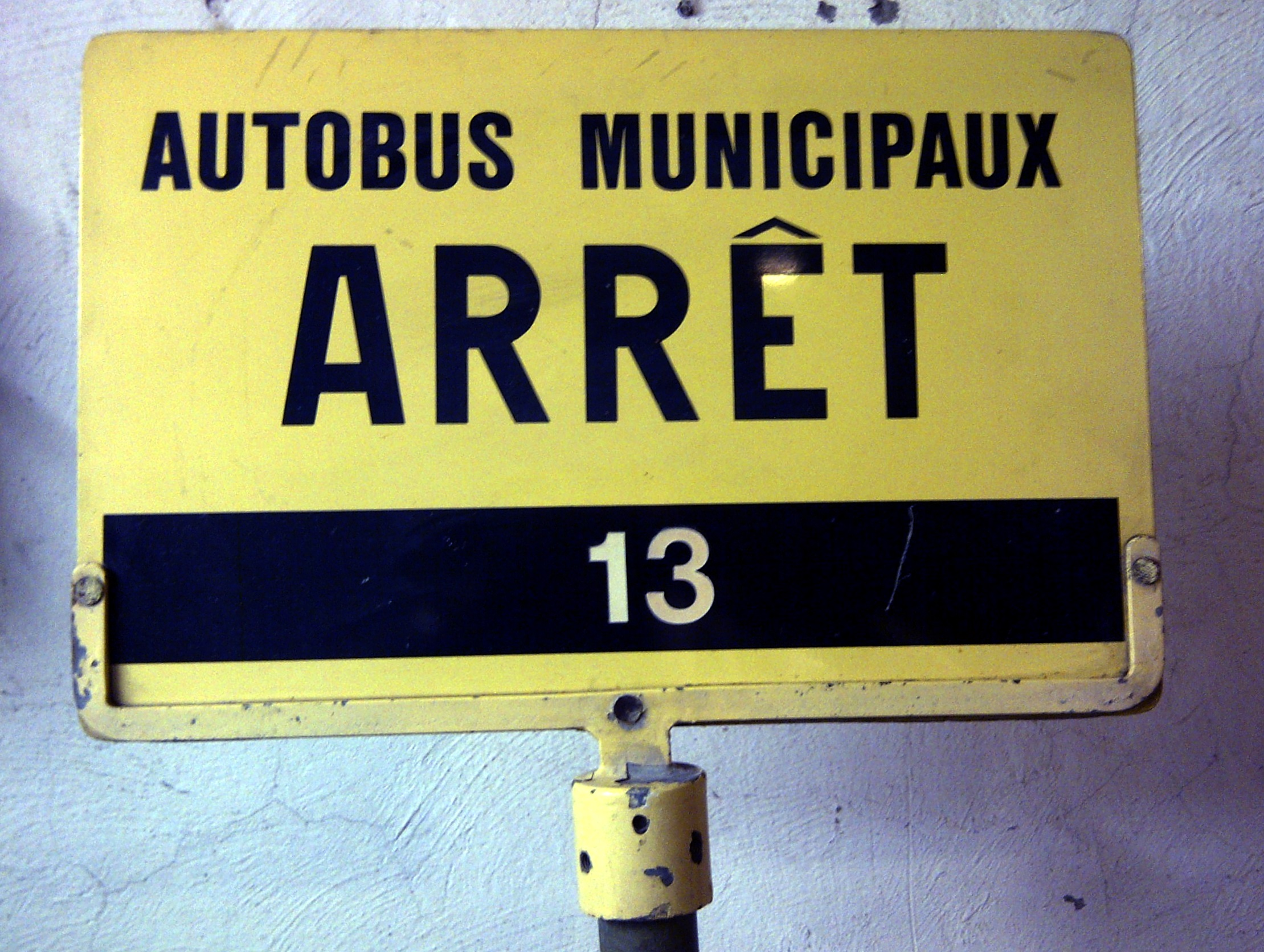
Ancienne tête de poteau, utilisée au moins jusqu'aux années 1980.
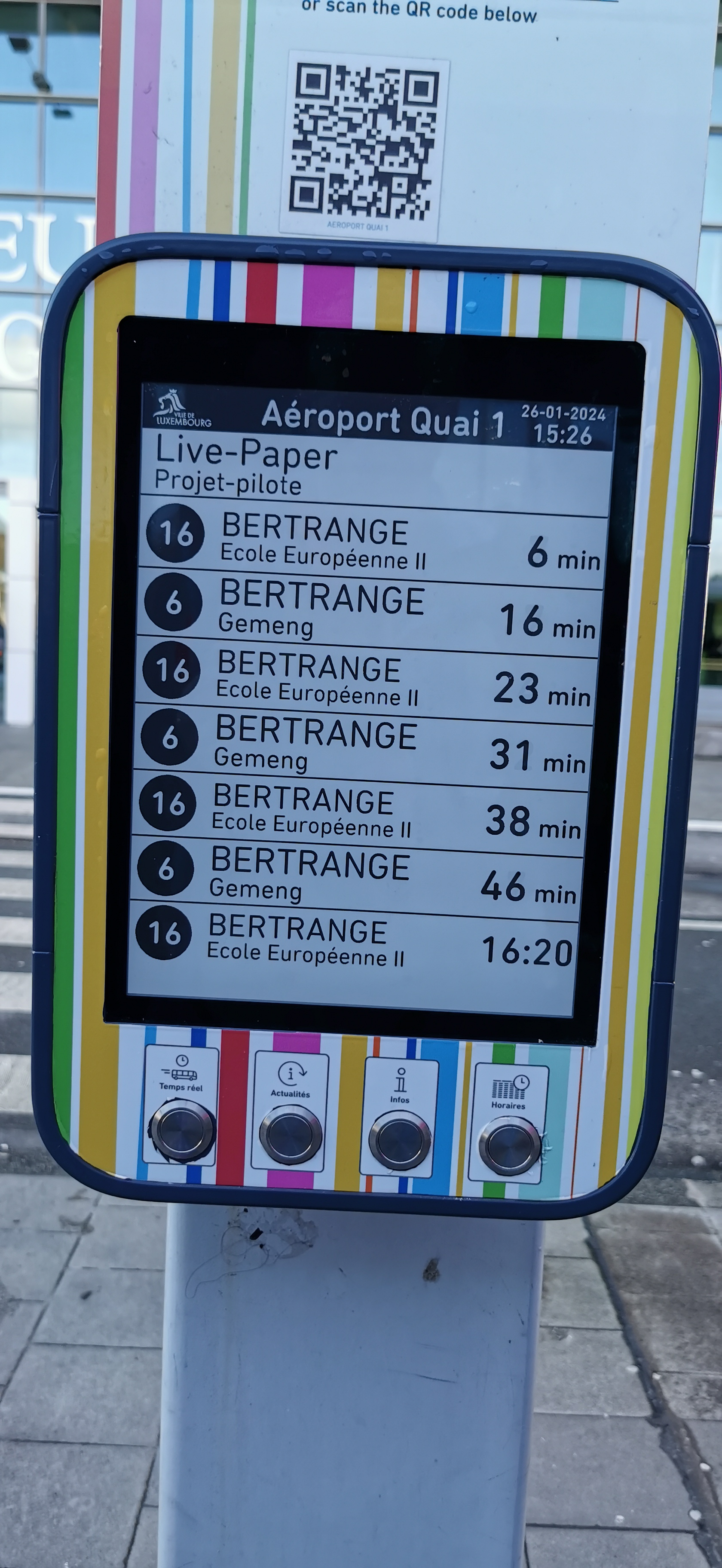
Affichage à encre électronique.
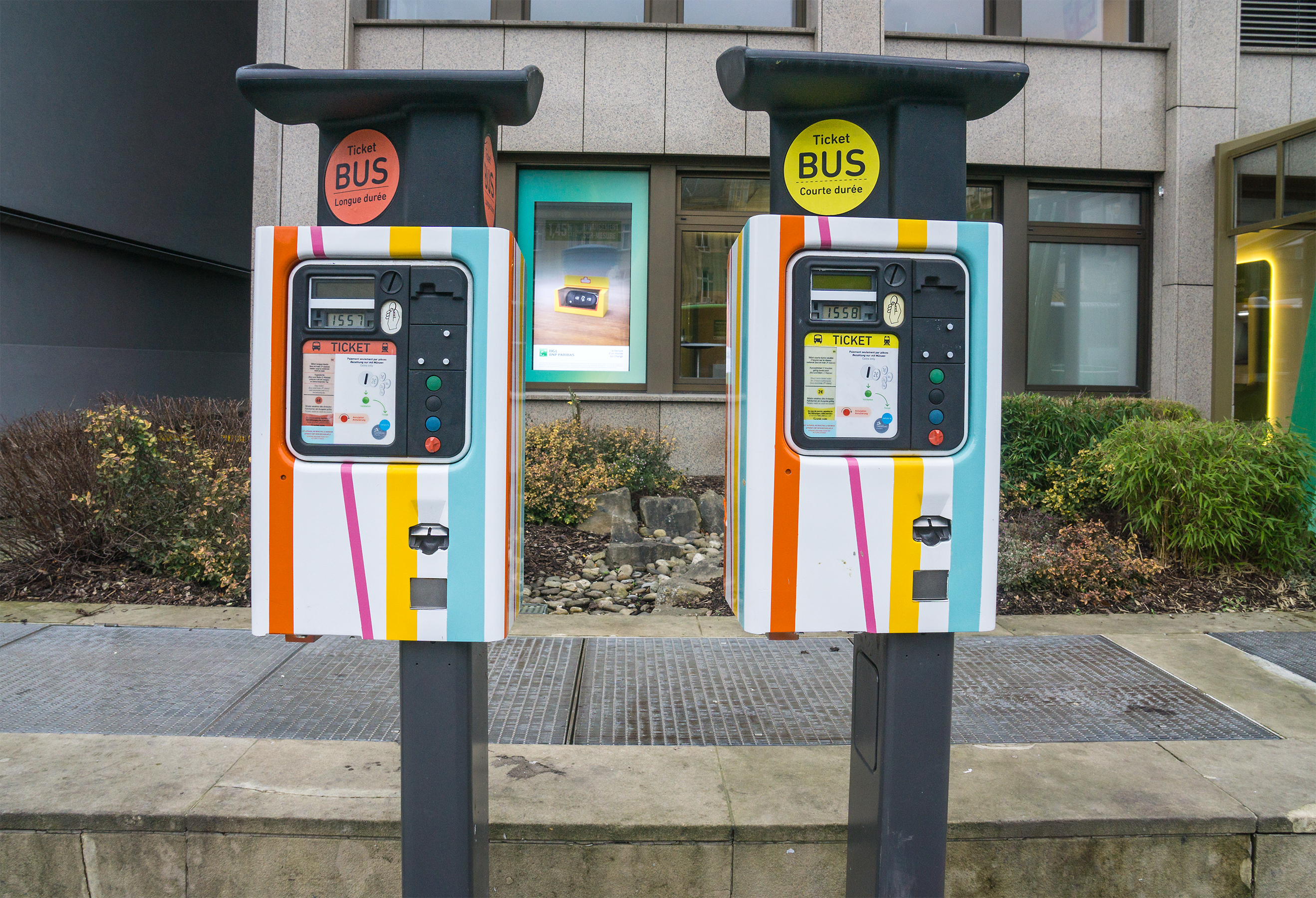
Distributeurs de tickets de bus constitués à partir d'horodateurs modifiés. Ces équipements ont été déposés en 2020.

## Infrastructure
Autrefois implanté dans le quartier de Limpertsberg, le dépôt des autobus du réseau se situe à Hollerich depuis sa mise en service le 26 septembre 1975.
Le siège social des AVL se trouve sur le site même du dépôt, l'entretien des véhicules du parc (maintenance et lavage...) ainsi que leur remisage en fin de service y sont effectués.
C'est en 1991 que le musée des tramways et de bus complète les lieux afin de faire connaître l'histoire des transports urbains de la ville au travers une collection de véhicules et motrices anciens, de matériels et habillages divers ainsi que de brochures d'informations éditées au fil du temps.

## Exploitation

### Personnel
Au 1er janvier 2019 les AVL emploient 535 personnes, dont 379 conducteurs, 27 contrôleurs et 53 personnes rattachées aux ateliers (mécaniciens, etc.). Le reste des employés se répartit entre les différents services administratifs.
En 2023, la ville exige que ses conducteurs parlent au moins deux des trois langues officielles du pays et comprennent au moins le luxembourgeois ce qui, selon la fédération luxembourgeoise des exploitants d'autobus et d'autocars (FLEAA), est exagéré et pénalise les conducteurs francophones tandis que le réseau de la capitale manque de personnel ; la fédération ajoute que selon elle les conducteurs multilingues ont tendant à partir vers d'autres opérateurs proposant de meilleures conditions de travail.

## Matériel roulant

### Matériel actuel
La flotte des autobus municipaux est constituée en 2019 d'autobus en grande partie diesel, mais les dernières commandes ont porté sur l'achat d'autobus hybrides. La flotte est majoritairement commandée auprès des constructeurs Mercedes-Benz et Volvo, mais d'autres marques sont présentes comme Irisbus et Heuliez Bus.
Le réseau compte 139 véhicules appartenant au service municipal des autobus en 2021. À ce chiffre s'ajoutent les 121 bus appartenant à l'un des sous-traitants, et listés ici sous forme de tableaux séparés de ceux des AVL, y compris dans le cas de modèles identiques.
Une commande de 25 bus standards électriques est lancé en 2019.

#### Autobus articulés
| Modèle             | Constructeur    | Nombre | Numéros (et sous-traitants) | En service           | Remarques                                  |
| ------------------ | --------------- | ------ | --- | -------------------- | ------------------------------------------ |
| Citaro G C2 Hybrid | Mercedes-Benz   | 25     | 31-55 | 2021, 2023           |                                            |
| Citaro G Facelift  | Mercedes-Benz   | 18     | 54, 56-61, 63-66, 68-74 | 2011 et 2013         | Série en cours de réforme.                 |
| Citaro G C2        | Mercedes-Benz   | 10     | 75-84 | 2015                 |                                            |
| 7900 A Hybrid      | Volvo           | 8      | 85-92 | 2017                 | Véhicules hybrides.                        |
| Citaro G C2        | Mercedes-Benz   | 23     | - Voyages Ecker : 605, 608, 734, 735, 740 - Autocars Émile-Frisch : 702-705, 711 - Voyages Demy Schandeler : 611 - Bartholmé Clervaux Autocars : 635 - Sales-Lentz : 614, 617, 641-642, 652 - Frisch Rambrouch Autocars : 661 - Ross Troine Autocars : 651 - Voyages Émile-Weber : 797, 800-802 | 2012-2018, 2021      | Le 735 est un véhicule hybride.            |
| Citaro GÜ C2       | Mercedes-Benz   | 13     | - Voyages Demy Schandeler : 767-769 - Voyages Ecker : 736-738 - Voyages Émile-Weber : 746, 748 - Sales-Lentz : 620-621, 715, 726, 727 | 2015-2016, 2020-2021 | Les 767 à 769 sont des véhicules hybrides. |
| eCitaro G          | Mercedes-Benz   | 34     | - Autocars Émile-Frisch : 636 - Voyages Émile-Weber : 601, 612, 618-619, 634, 640, 643, 648, 654, 680, 685, 689, 692, 694-697 - Sales-Lentz : 733, 741, 744-745, 749, 755, 770, 777, 780-781, 786, 792, 794                                                                                     | 2024                 | Véhicules électriques.                     |
| Lion's City G      | MAN Truck & Bus | 12     | - Autocars Émile-Frisch : 706, 708-710, 712-713 - Simon-Tours Autocars : 791 - Voyages Émile-Weber : 795 - Sales-Lentz : 623, 669, 729-730 - Voyages Demy Schandeler : 624 | 2015, 2017, 2019     |                                            |
| Lion's City GL     | MAN Truck & Bus | 12     | - Voyages Ecker : 739 - Sales-Lentz : 719 - Voyages Demy Schandeler : 716-718, 720-724, 728 | 2017, 2019           |                                            |
| 7900 A Hybrid      | Volvo           | 19     | - Voyages Ecker : 793, 796 - Sales-Lentz : 604, 606, 607, 609, 610, 613, 615, 757-763, 765, 766, 778 | 2014-2017            | Véhicules hybrides.                        |

#### Autobus standard
| Modèle               | Constructeur    | Nombre | Numéros (et sous-traitants) | En service                 | Remarques                                                                                            |
| -------------------- | --------------- | ------ | --- | -------------------------- | --- |
| 7900 Hybrid-Electric | Volvo           | 28     | 101-128 | 2017, 2020-2021            | Véhicules hybrides-électriques à recharge des batteries aux terminus.                                |
| eCitaro              | Mercedes-Benz   | 15     | 129-143 | 2024                       | Véhicules électriques.                                                                               |
| Citaro Ü C2 Hybrid   | Mercedes-Benz   | 10     | 201-210 | 2021                       | Véhicules hybride.                                                                                   |
| Citaro Facelift      | Mercedes-Benz   | 19     | 272-287, 289-292 | 2012-2013                  | Série en cours de réforme.                                                                           |
| Lion's City          | MAN Truck & Bus | 4      | - Autocars Altmann : 627, 637, 647 | 2015                       | |
| Lion's City Ü        | MAN Truck & Bus | 6      | - Autocars Altmann : 803, 805 - Voyages Vandivinit : 804 - Sales-Lentz : 660, 851-852 | 2019, 2024                 | |
| Lion's City 12E      | MAN Truck & Bus | 4      | - Sales-Lentz : 725-748, 791, 795 | 2024                       | Véhicules électriques.                                                                               |
| Citaro C2            | Mercedes-Benz   | 8      | - Voyages Bollig : 638 - Sales-Lentz : 641, 678 - Voyages Unsen : 670 - Voyages Vandivinit : 672, 711, 810, 819 | 2014-2016, 2023            | |
| Citaro Ü C2          | Mercedes-Benz   | 23     | - Autocars Altmann : 806-808 - Voyages Demy Schandeler : 772-774 - Autocars Émile-Frisch : 714, 770, 779, 787, 789-790, 833 - Voyages Ecker : 747 - Voyages Unsen : 671 - Voyages Vandivinit : 771, 811-813 - Sales-Lentz : 600, 602, 700, 701 | 2013-2016, 2019-2021, 2023 | Les 629, 633, 641, 645, 650, 671, 701, 770 à 774, 806 à 808 et 811 à 813 sont des véhicules hybride. |
| eCitaro              | Mercedes-Benz   | 31     | - Voyages Ecker : 750 à 754, 775-776, 788 - Autocars Émile-Frisch : 683, 686-687, 690-691, 693 - Voyages Émile-Weber : 639, 665-669, 674-676, 679, 681-682, 684, 688 - Autocars Erny Wewer : 606, 607, 631                                     | 2020-2021, 2024            | Véhicules électriques.                                                                               |
| 7900                 | Volvo           | 5      | - Sales-Lentz : 603, 622, 628, 630, 632 | 2023                       | |
| 7900 Hybrid-Electric | Volvo           | 3      | - Sales-Lentz : 662 à 664 | 2018                       | Véhicules hybrides-électriques à recharge des batteries aux terminus.                                |
| 7900 Electric        | Volvo           | 5      | - Sales-Lentz : 625, 644, 655, 657, 659 | 2018-2019                  | Véhicules électriques.                                                                               |
| Citea SLF-120        | VDL             | 2      | - Voyages Vandivinit : 673 - Sales-Lentz : 680 | 2012-2015, 2021            | |

#### Midibus
| Modèle      | Constructeur  | Nombre | Numéros (et sous-traitants) | En service | Remarques                                 |
| ----------- | ------------- | ------ | --------------------------- | ---------- | ----------------------------------------- |
| City Midi   | CaetanoBus    | 1      | - Voyages Wagener : 816     | 2023       | Carrossé sur une base de MAN Lion's City. |
| Citaro C2 K | Mercedes-Benz | 1      | - Voyages Vandivinit : 814  | 2023       |                                           |

#### Minibus
| Modèle               | Constructeur               | Nombre | Numéros (et sous-traitants) | En service | Remarques                                                                  |
| -------------------- | -------------------------- | ------ | --------------------------- | ---------- | -------------------------------------------------------------------------- |
| Sprinter             | Flex-i-Trans/Mercedes-Benz | 3      | 329-331                     | 2014       | Véhicules utilisés exclusivement pour les services Call-a-bus et Rollibus. |
| Sprinter Mobility 23 | Mercedes-Benz              | 4      | 332-335                     | 2021       | Véhiculeq utilisés exclusivement pour les services Call-a-bus et Rollibus. |

### Ancien matériel

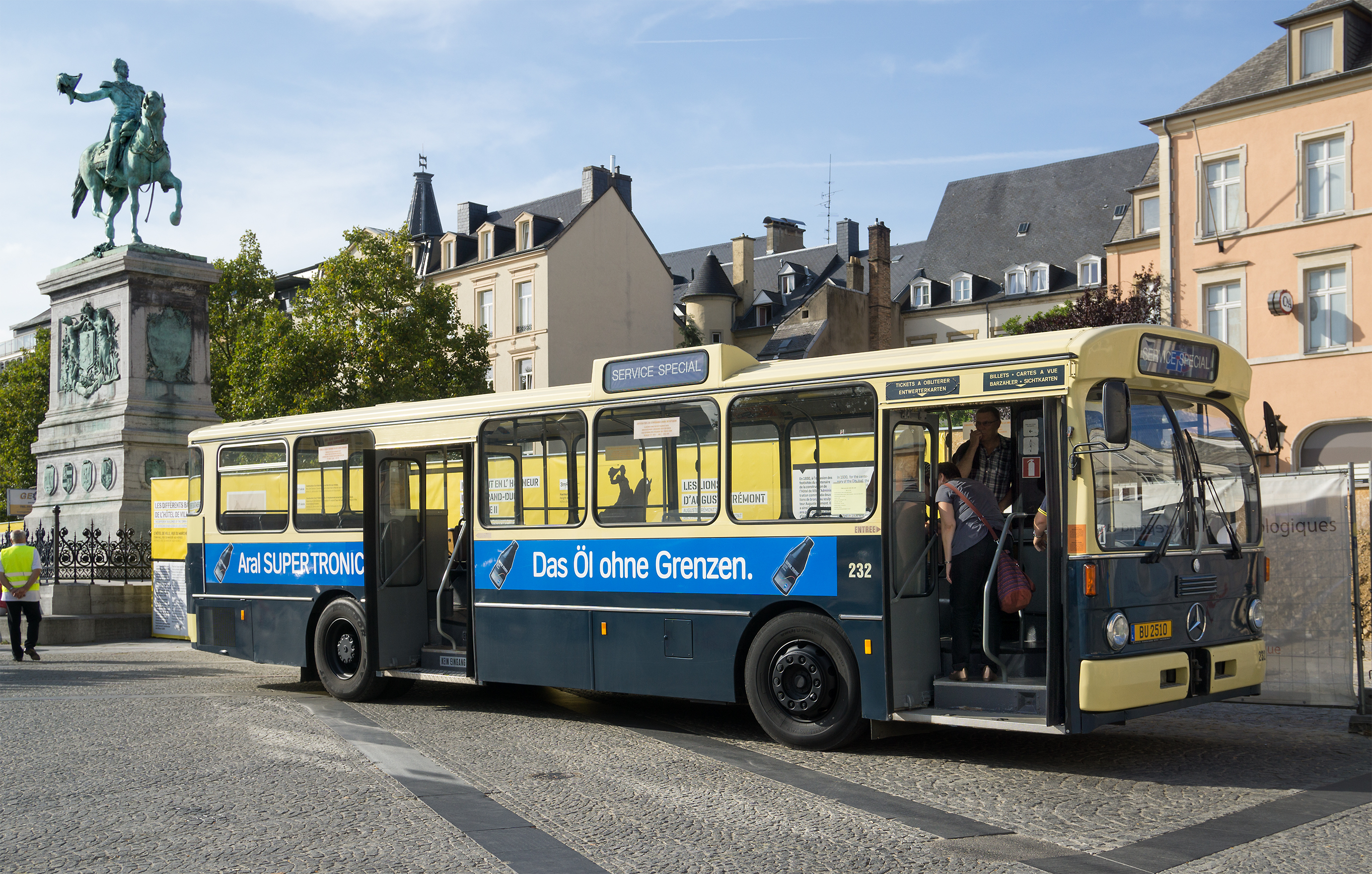
Le Mercedes-Benz O 305 no 232 a été conservé et restauré par des passionnés de transport en commun.

Depuis sa création, le réseau a connu divers matériels dont des véhicules de la marque anglaise Optare, très rares en Europe continentale.
Articulés
| Modèle            | Constructeur  | Nombre | Numéros           | En service            | Réforme                               | Remarques                                 |
| ----------------- | ------------- | ------ | ----------------- | --------------------- | ------------------------------------- | ----------------------------------------- |
| SG 240 H          | MAN           | 3      | 28-30             | 1993                  | 1997                                  |                                           |
| O 305 G           | Mercedes-Benz | 21     | 31-55             | 1979, 1981-1983, 1985 | 1993-1994, 1996, 1998-2000, 2003-2004 |                                           |
| N4021             | Neoplan       | 1      | 56                | 1992                  | 1999                                  | Ancien bus de démonstration.              |
| SG 292            | MAN           | 1      | 57                | 1992                  | 2010                                  |                                           |
| NG 272            | MAN           | 1      | 59                | 1995                  | 2010 ?                                |                                           |
| NG 312            | MAN           | 19     | 58, 60-63, 70-83  | 1995, 1998-1999       | 2010-2012, 2014                       |                                           |
| O 405 GN2         | Mercedes-Benz | 6      | 64-69             | 1997                  | 2010-2012, 2014                       |                                           |
| NG 313            | MAN           | 14     | 84-97             | 2000, 2002, 2004      | 2011, 2014-2015, 2017                 |                                           |
| Citelis 18        | Irisbus       | 15     | 31-45             | 2009-2010             | 2015, 2021                            | no 42 détruit par un incendie en 2015.    |
| 7700 A            | Volvo         | 4      | 46-49             | 2011                  | 2023                                  |                                           |
| Citaro G Facelift | Mercedes-Benz | 6      | 51-53, 55, 62, 67 | 2011-2013             | 2023-2024                             | Le 62 est l'ex-no 50, renuméroté en 2023. |

Standards
| Illustration    | Modèle (carrosserie)                   | Nombre | Numéros             | En service                 | Réforme                                               | Remarques |
| --------------- | -------------------------------------- | ------ | ------------------- | -------------------------- | ----------------------------------------------------- | --- |
|                 | AEC Regal IV/Jonckheere                | 3      | 8-9, 11             | 1952                       |                                                       | |
|                 | AEC Regal IV/Jonckheere                | 9      | 38-46               | 1958-1959                  | années 1970 (1965 pour le 41, 1974 pour les 45 et 46) | |
|                 | AEC-ReliancePas de nom connu           | 16     | 101-116             | 1960                       | 1970-1972 et 1974                                     | |
|                 | Brossel A65 DLA/TVL                    | 1      | 7                   | 1950                       | 1964                                                  | |
|                 | Brossel A70 DA/Stroesser               | 1      | 20                  | 1938                       | 1957                                                  | |
|                 | Brossel A75 DARC/TVL                   | 2      | 1-2                 | 1954                       | 1967-1969                                             | |
|                 | Brossel A76 DLA/TVL                    | 1      | 5                   | 1949                       | 1960                                                  | |
|                 | Brossel A80 DARC/Comes                 | 1      | 3                   | 1958-1959                  | 1972-1977                                             | |
|                 | Brossel A80 DARC/TVL                   | 1      | 4                   | 1958-1959                  | 1972-1977                                             | |
|                 | Brossel A92 DLHS/Conrady               | 2      | 13-14               | 1953 et 1955               | 1969-1971                                             | |
|                 | Brossel A92 DLHS/TVL                   | 2      | 24-25               | 1953 et 1955               | 1969-1971                                             | |
|                 | Brossel A92 DARMS/Jonckheere           | 4      | 52-55               | 1962-1963                  | 1974                                                  | |
|                 | Brossel A99 DARL/Jonckheere            | 16     | 80-95               | 1964-1966                  | Années 1970/1980 ?                                    | |
|                 | Brossel BL51S/Jonckheere type Standard | 3      | 56-58               | 1968                       | années 1970/1980 ?                                    | |
|                 | Büssing T6500                          | 7      | 10-11, 16-17, 47-49 | 1953-1954, 1960            | 1969, 1972, 1974                                      | |
|                 | Büssing T6500                          | 2      | 32-33               | 1956                       | 1974                                                  | Carrosserie Van Hool. |
|                 | Büssing T6500                          | 3      | 35-37               | 1956                       | 1974 ?                                                | Carrosserie Jonckheere. |
|                 | Büssing T6500                          | 1      | 19-21               | 1957-1958                  | 1977                                                  | Carrossé par les tramways municipaux (TVL). Le 19 a été reconstruit par Comes en 1968 après un incendie.                          |
|                 | Büssing TU 10 / Comes                  | 2      | 50-51               | 1960                       | 1975                                                  | |
|                 | Büssing-NAG (de) Pas de nom connu      | 1      | 12                  | 1945                       | 1952                                                  | Carrosserie Trutz. |
|                 | Büssing-NAG (de) Pas de nom connu      | 1      | 12                  | 1931                       | 1944                                                  | |
|                 | Chausson AP3                           | 1      | 17                  | 1945                       | 1953                                                  | |
|                 | Ford Pas de nom connu                  | 1      | 3                   | 1942                       | 1956                                                  | Carrosserie Harmening |
|                 | Irisbus Citelis 12                     | 40     | 213-252             | 2006-2010                  | 2011, 2015, 2017-2018, 2020-2024                      | Le no 217 a été détruit par un incendie en 2011.                                                                                  |
|                 | Jonckheere Pas de nom connu            | 10     | 70-79               | 1960-1961                  | 1975-1977 ?                                           | Châssis Guy-Victory MUFH/Leyland                                                                                                  |
|                 | Latil Pas de nom connu                 | 2      | 4 et 19             | 1948                       | 1957                                                  | Carrossés par les tramways municipaux (TVL).                                                                                      |
|                 | Magirus-Deutz 200 SH 110               | 4      | 195-198             | 1977                       | 1995                                                  | |
|                 | Magirus-Deutz 260 SH 110               | 19     | 209-218, 221-229    | 1979, 1981                 | 1993, 1995, 1998                                      | |
|                 | MAN NL 202                             | 25     | 142-165             | 1992-1993                  | 2003-2004, 2006, 2010-2011                            | Plus un démonstrateur entre 1994 et 1996 (no 299).                                                                                |
|                 | MAN NL 262                             | 8      | 175-182             | 1998-1999                  | 2006, 2012-2015                                       | |
|                 | MAN-MKN Pas de nom connu               | 1      | 6                   | 1950                       | 1960                                                  | Carrossé par les tramways municipaux (TVL).                                                                                       |
|                 | MAN-NOB Pas de nom connu               | 1      | 16                  | 1934                       | 1952                                                  | Carrossé par les tramways municipaux (TVL).                                                                                       |
|                 | MAN Z1                                 | 1      | 19                  | 1937                       | 1944                                                  | Carrosserie Conrardy. |
|                 | Mercedes-Benz Citaro Fuel Cell         | 3      | 451-453             | 2003                       | 2007                                                  | Prototypes de bus à hydrogène dans le cadre du projet européen Clean urban transport for Europe (CUTE).                           |
|                 | Mercedes-Benz Citaro Facelift          | 1      | 288                 | 2013                       | 2020                                                  | |
|                 | Mercedes-Benz O 302                    | 2      | 5-6                 | 1968                       | ?                                                     | Carrosserie Jonckheere. |
|                 | Mercedes-Benz O 305                    | 91     | 120-194, 199-233    | 1969-1975, 1977-1979, 1983 | 1980-1983, 1985, 1988-1989, 1993-1997, 1999           | Les nos 148 et 160 furent transformés en containers servant d'agences mobiles en 1983 et 1985. Ils servirent ainsi jusqu'en 2007. |
|                 | Mercedes-Benz O 321H                   | 1      | 34                  | 1956                       | 1974                                                  | |
|                 | Mercedes-Benz O 405                    | 38     | 101-138             | 1989-1992                  | 1993-1994, 2001, 2004, 2006-2007, 2009-2010           | |
|                 | Mercedes-Benz O 405 N                  | 3      | 139-141             | 1992                       | 2006-2007                                             | Les O 405 N se différencient des O 405 par la présence d'un plancher bas.                                                         |
|                 | Mercedes-Benz O 405 N2                 | 9      | 166-174             | 1995                       | 2010, 2012, 2014                                      | Les O 405 N2 se différencient des O 405 N par le vitrage descendant plus bas.                                                     |
| Citaro Facelift | Mercedes-Benz                          | 10     | 263-271             | 2012                       | 2024                                                  | |
|                 | Scania OmniCity                        | 30     | 183-212             | 2001-2004                  | 2010, 2013-2014                                       | |
|                 | Scemia-Renault Pas de nom connu        | 3      | 10, 11 et 17        | 1931 et 1934               | 1944 et 1952                                          | Carrosserie parisienne. |
|                 | SOMUA MA4                              | 5      | 1-5                 | 1926                       | 1948-1949, 1953-1954                                  | Carrosserie Breteau. |
|                 | Volvo 7700 Hybrid                      | 6      | 253-257             | 2011                       | 2019                                                  | Véhicules hybride. |
|                 | Volvo 7900 Hybrid                      | 10     | 258-262, 293-297    | 2013                       | 2021, 2022                                            | Véhicules hybride. |

Midibus
| Modèle    | Constructeur(s) | Nombre | Numéros | En service | Réforme   | Remarques                        |
| --------- | --------------- | ------ | ------- | ---------- | --------- | -------------------------------- |
| StarRider | Optare          | 3      | 401-403 | 1990       | 2001      |                                  |
| Cito      | Mercedes-Benz   | 3      | 404-406 | 2002       | 2011      | Bus hybrides diesel-électriques. |
| 11-0920S  | DAB (da)        | 3      | 411-413 | 1996       | 2010 ?    | Midibus hybrides.                |
| 11-0860S  | DAB (da)        | 5      | 414-418 | 2001       | 2010-2011 |                                  |
| GX 127    | Heuliez Bus     | 7      | 407-413 | 2011-2013  | 2023      |                                  |

Minibus
| Modèle       | Constructeur               | Nombre | Numéros       | En service       | Réforme          | Remarques                                     |
| ------------ | -------------------------- | ------ | ------------- | ---------------- | ---------------- | --------------------------------------------- |
| O 319        | Mercedes-Benz              | 1      | 301           | 1964             | 1978             |                                               |
| O 309D       | Mercedes-Benz              | 4      | 302-305       | 1970, 1973, 1978 | 1989, 1992       |                                               |
| SC6 F65      | Steyr                      | 2      | 306-307       | 1981             | 1993, 1999       |                                               |
| C35          | Durisotti/Citroën          | 2      | 308-309       | 1982             | 1992, 1994       |                                               |
| SC6 F 72     | Steyr                      | 4      | 310-313       | 1984, 1988       | 2001, 2004-2005  |                                               |
| SC6 F 58     | Steyr                      | 4      | 314-317       | 1993-1994        | 2004-2005, 2010  | Le 317 a fini sa carrière en tant qu'Infobus. |
| City I       | Kutsenits (de)             | 3      | 319, 320, 322 | 2005, 2007       | 2011, 2015       | Châssis de Volkswagen Transporter T5.         |
| City II      | Kutsenits (de)             | 3      | 318, 321, 323 | 2003, 2007, 2008 | 2007, 2011, 2015 | Châssis de Volkswagen Transporter T5.         |
| Caravelle T5 | Volkswagen                 | 2      | 324-325       | 2009             | 2014             |                                               |
| Sprinter     | Flex-i-Trans/Mercedes-Benz | 3      | 326-328       | 2011             | 2022             |                                               |

### Livrée des véhicules
Le réseau a connu trois livrées différentes tout au long de son histoire. Ces livrées ont été appliquées aux autobus appartenant à la ville et aux sous-traitants, sauf à ceux issus de l'ancien service coordonné. De plus, des livrées promotionnelles peuvent être appliquées sur les bus.

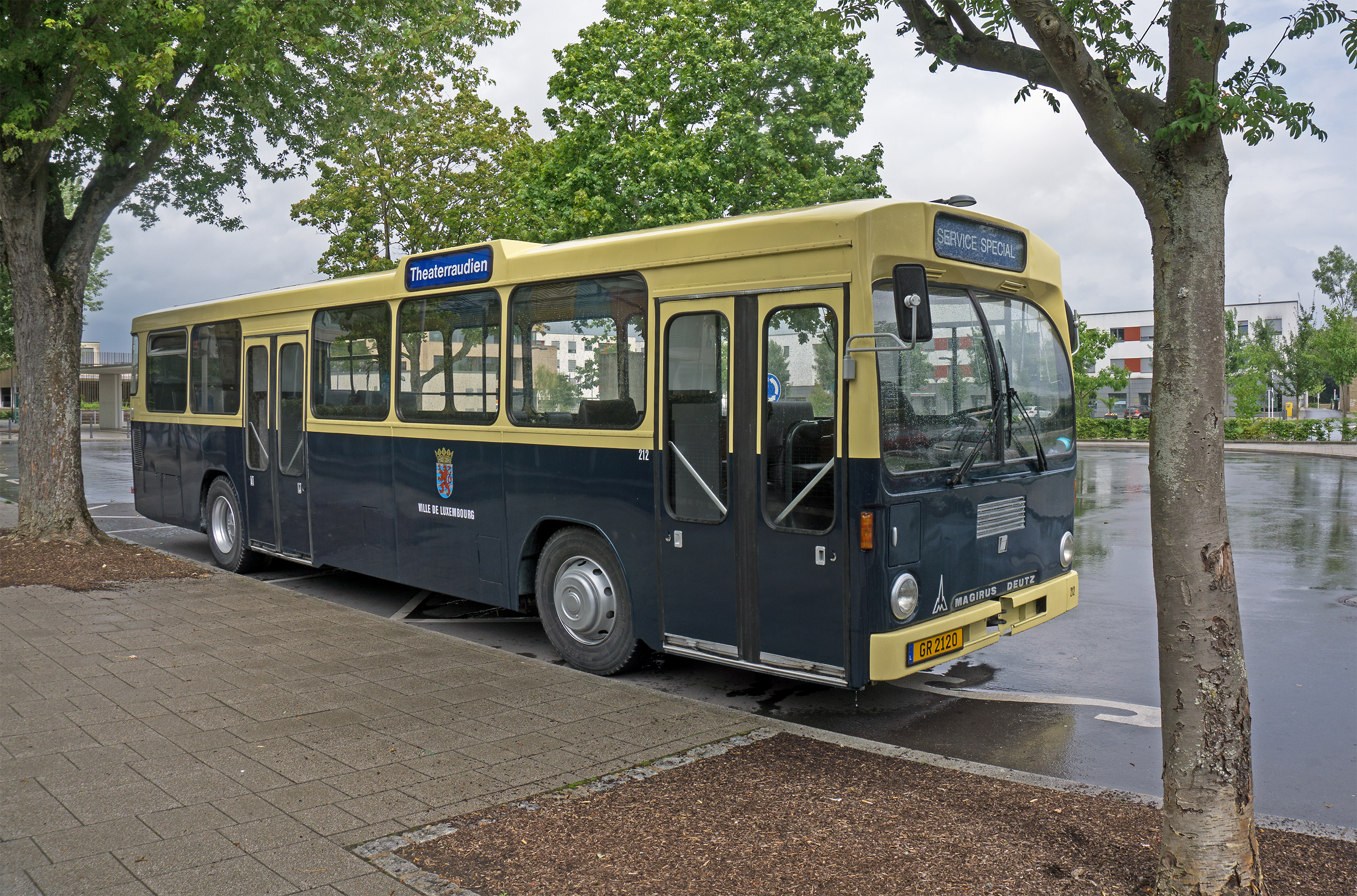
La livrée d'origine, héritée des anciens tramways, utilisée de 1926 jusqu'aux années 1980.
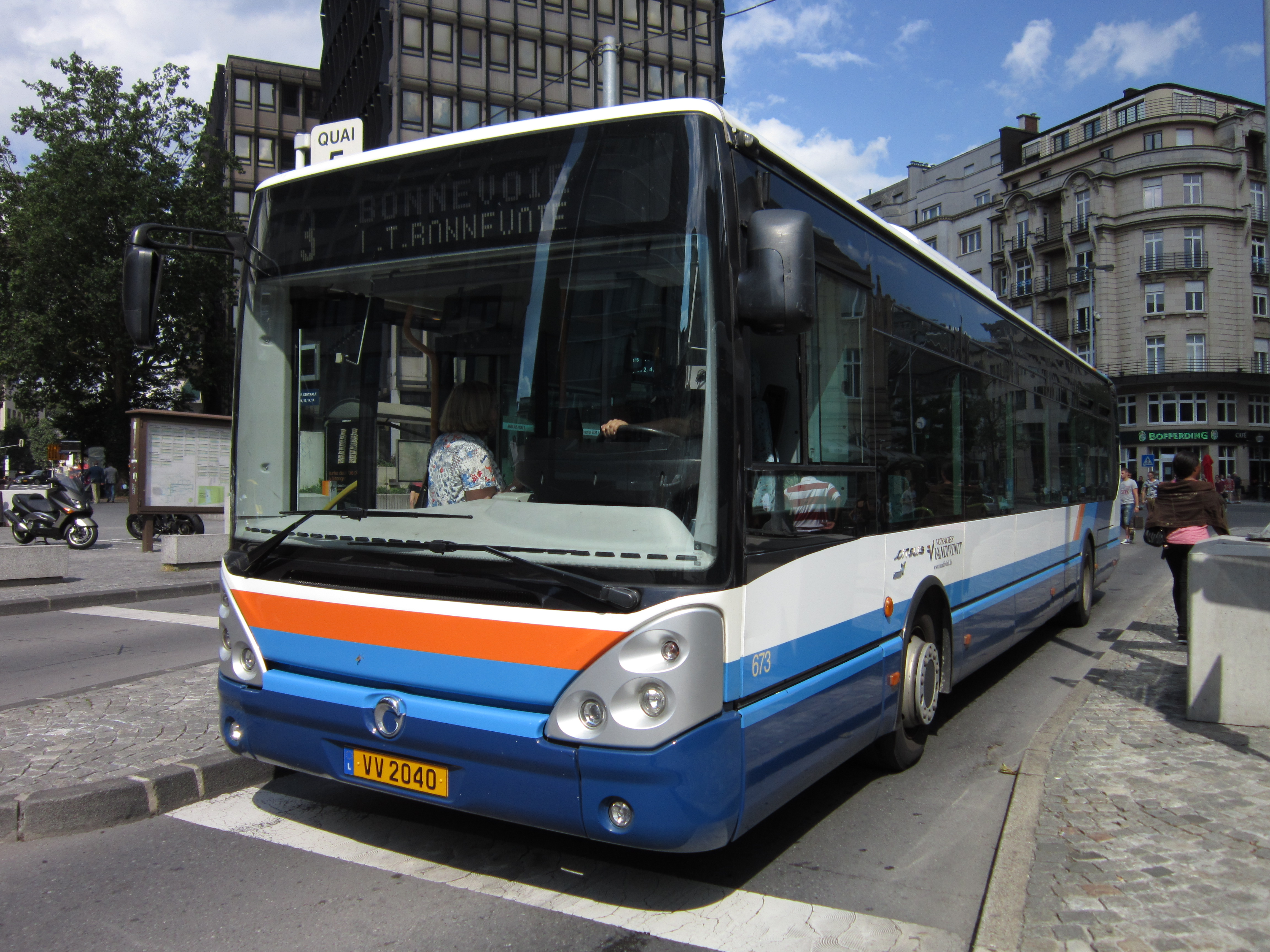
La seconde livrée, qui a été utilisée jusqu'à la toute fin des années 2000.
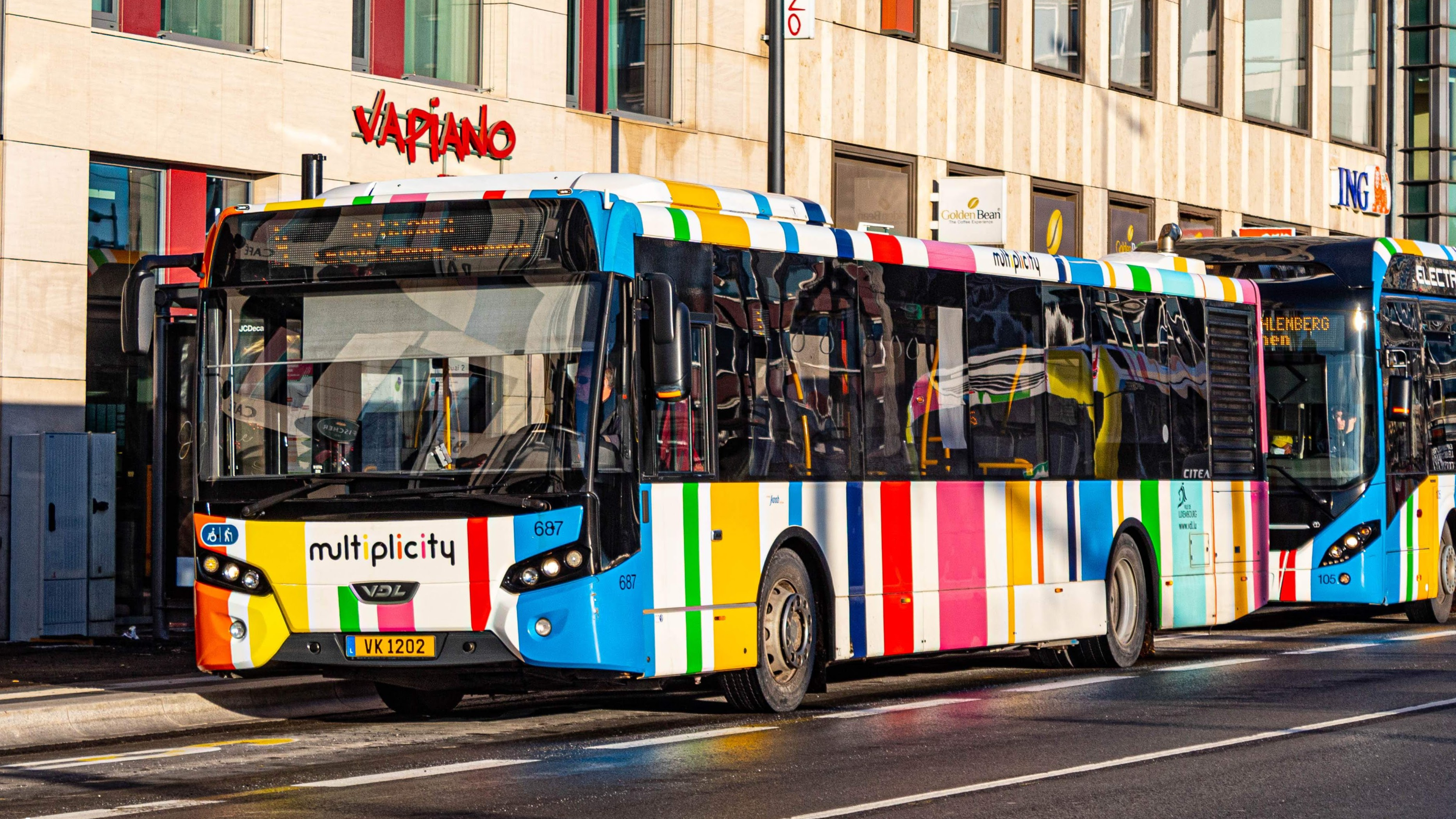
La livrée actuelle.
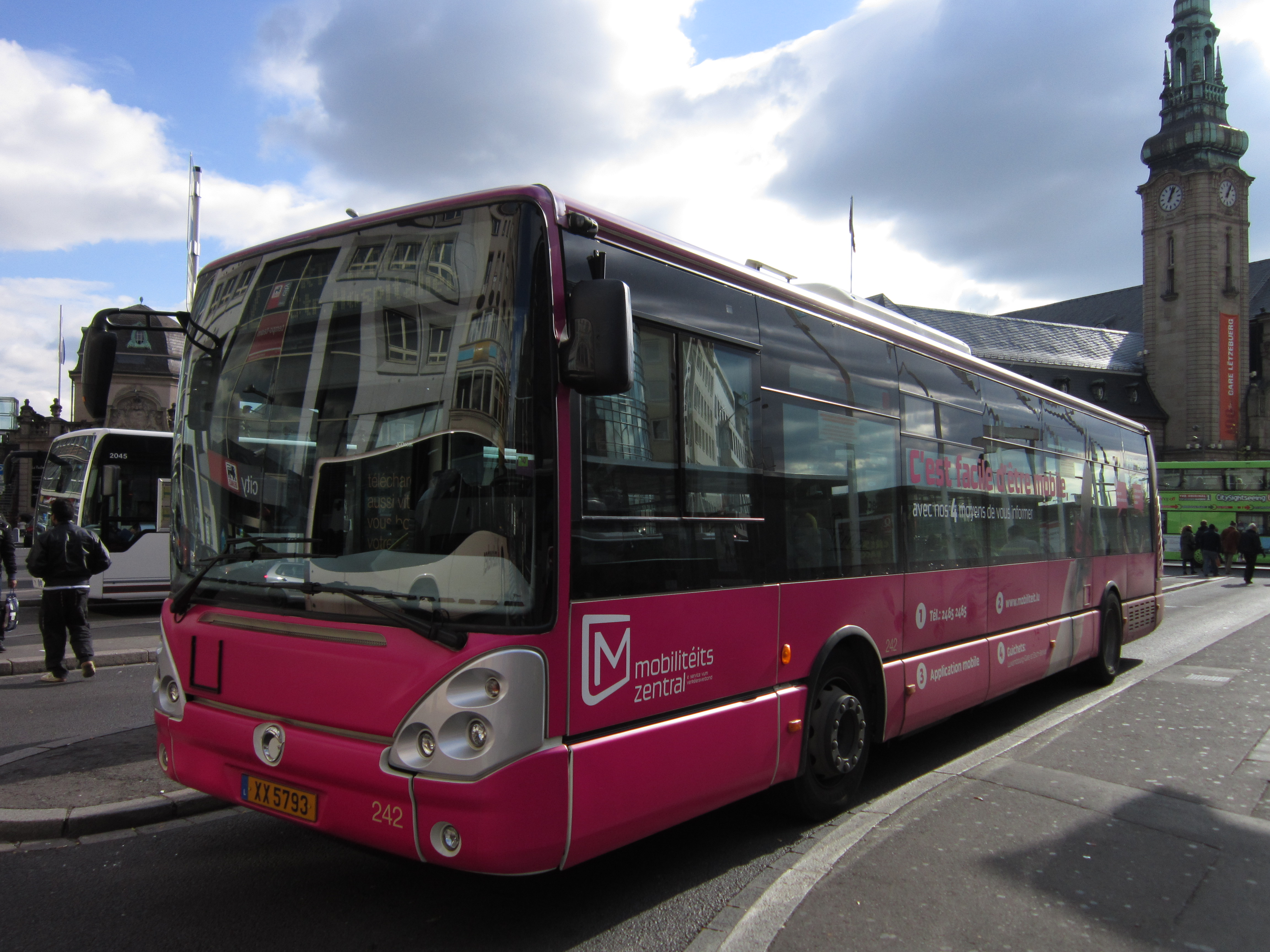
Irisbus Citelis 12 arborant la publicité pour la centrale de mobilité du Verkéiersverbond.

Échantillon des livrées des transporteurs privés :

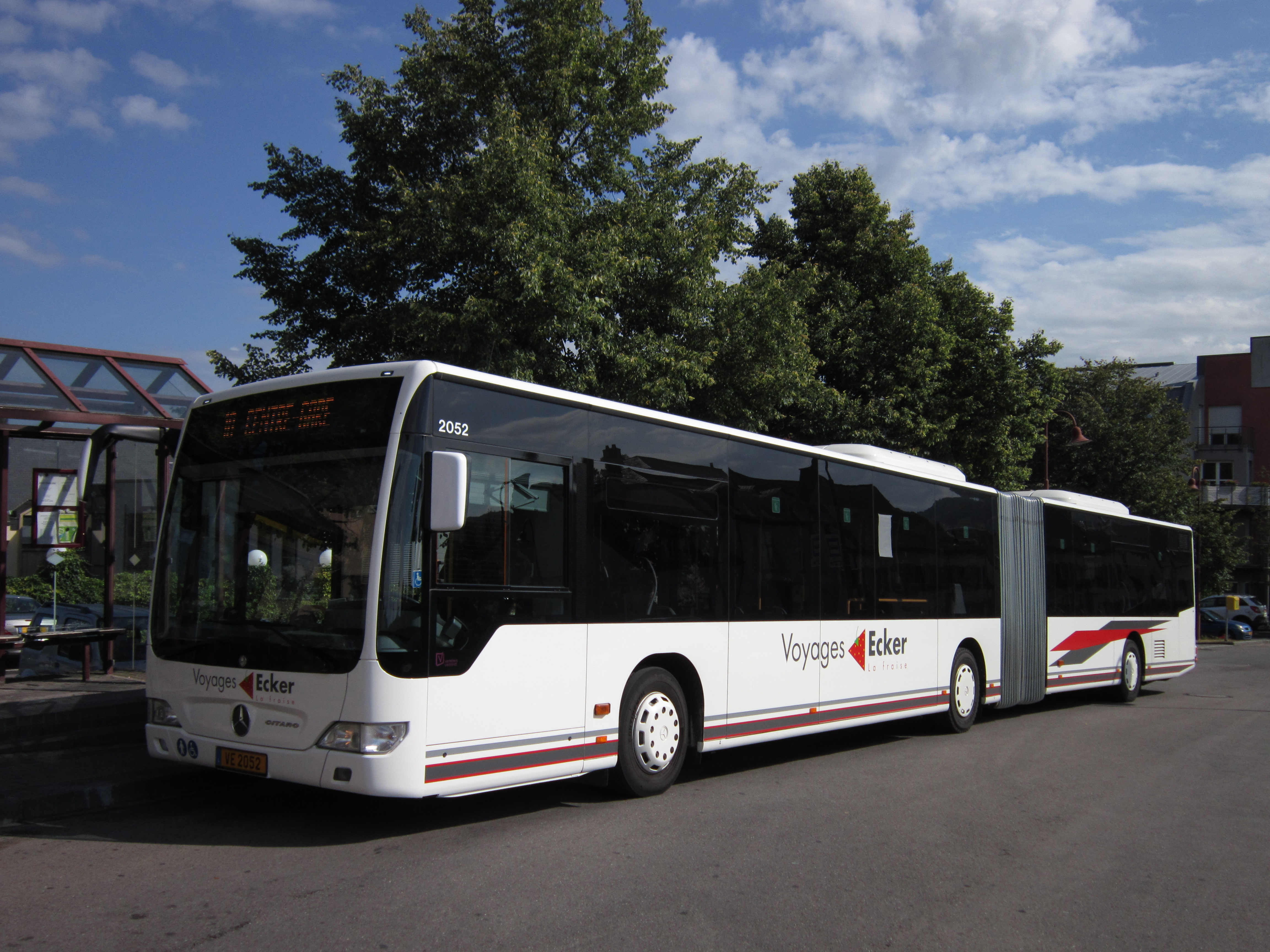
Mercedes-Benz Citaro G des Voyages Ecker.
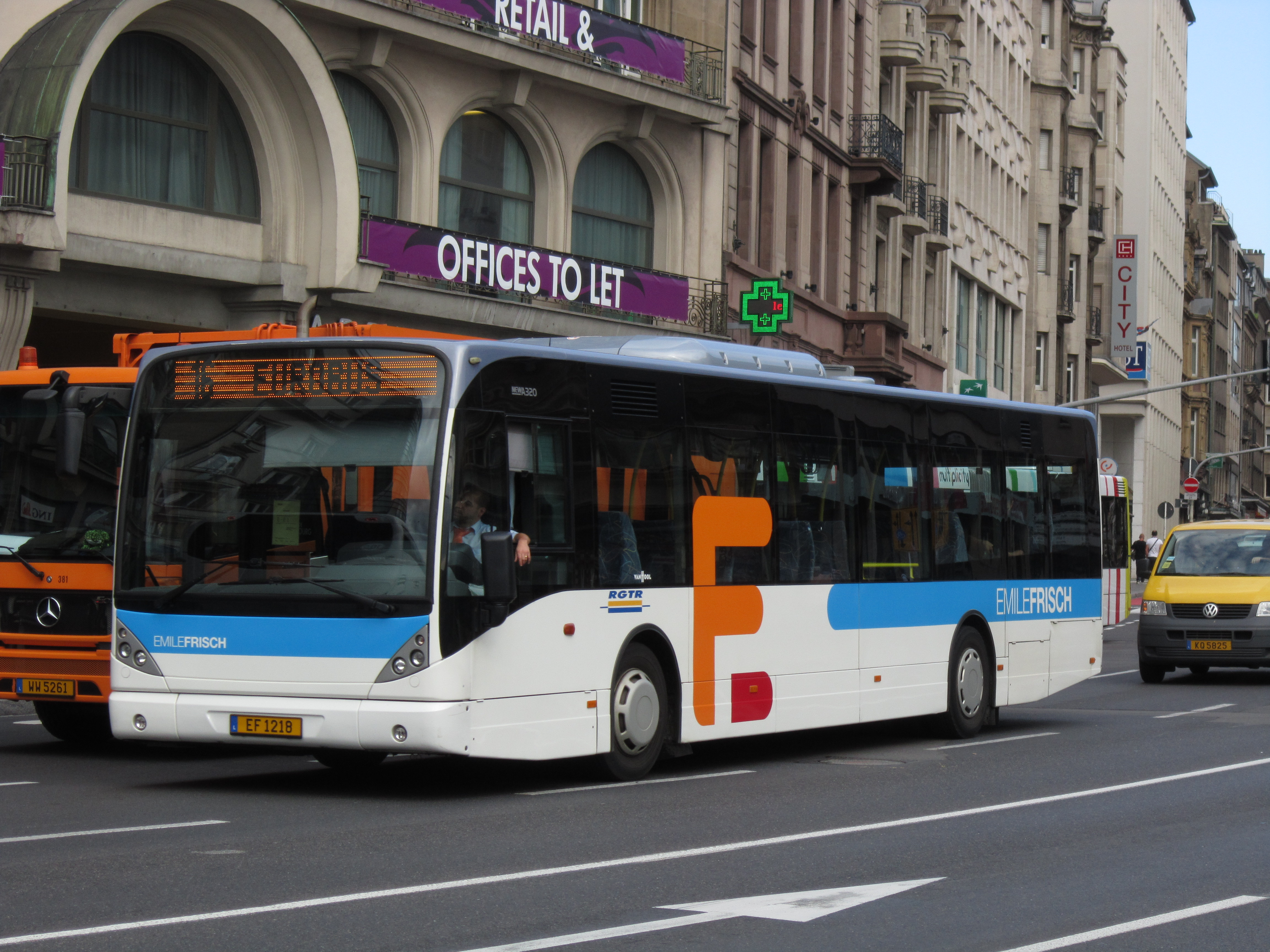
Van Hool New A 320 des Autocars Émile Frisch près de la gare de Luxembourg.
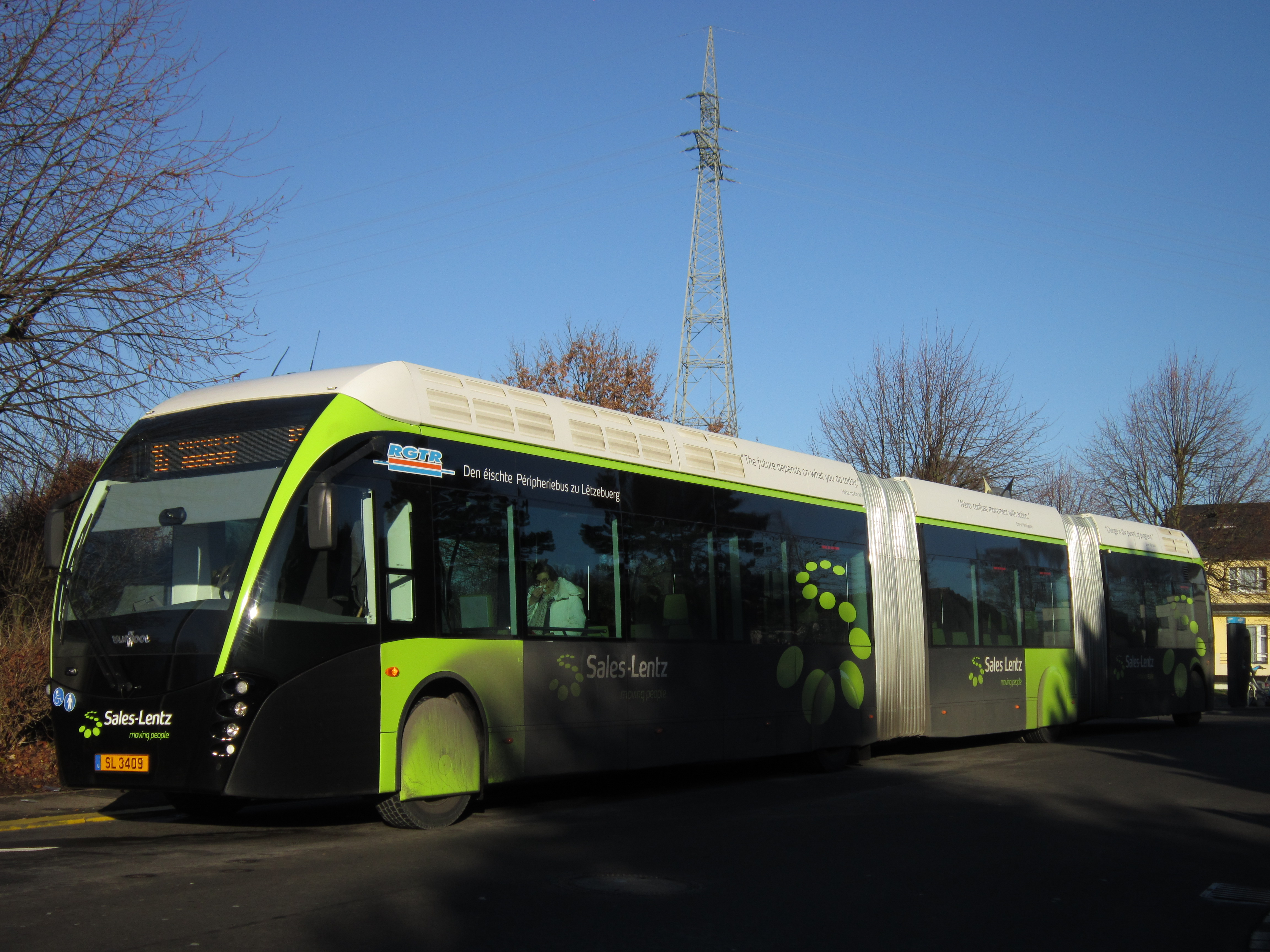
Un bi-articulé Van Hool ExquiCity de Sales-Lentz la ligne 16.
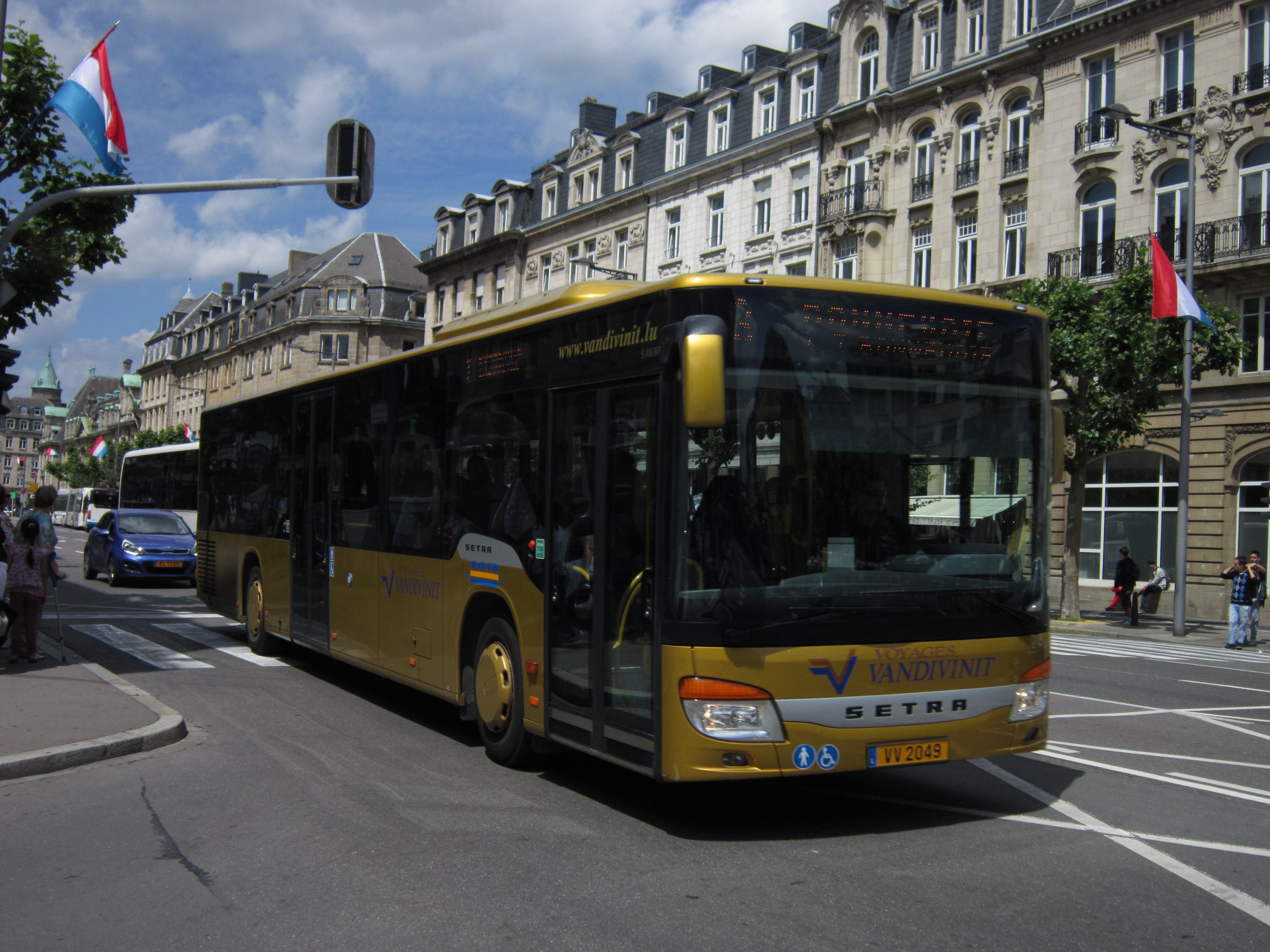
Un Setra S 416 NF des Voyages Vandivinit circulant sur la ligne 3.
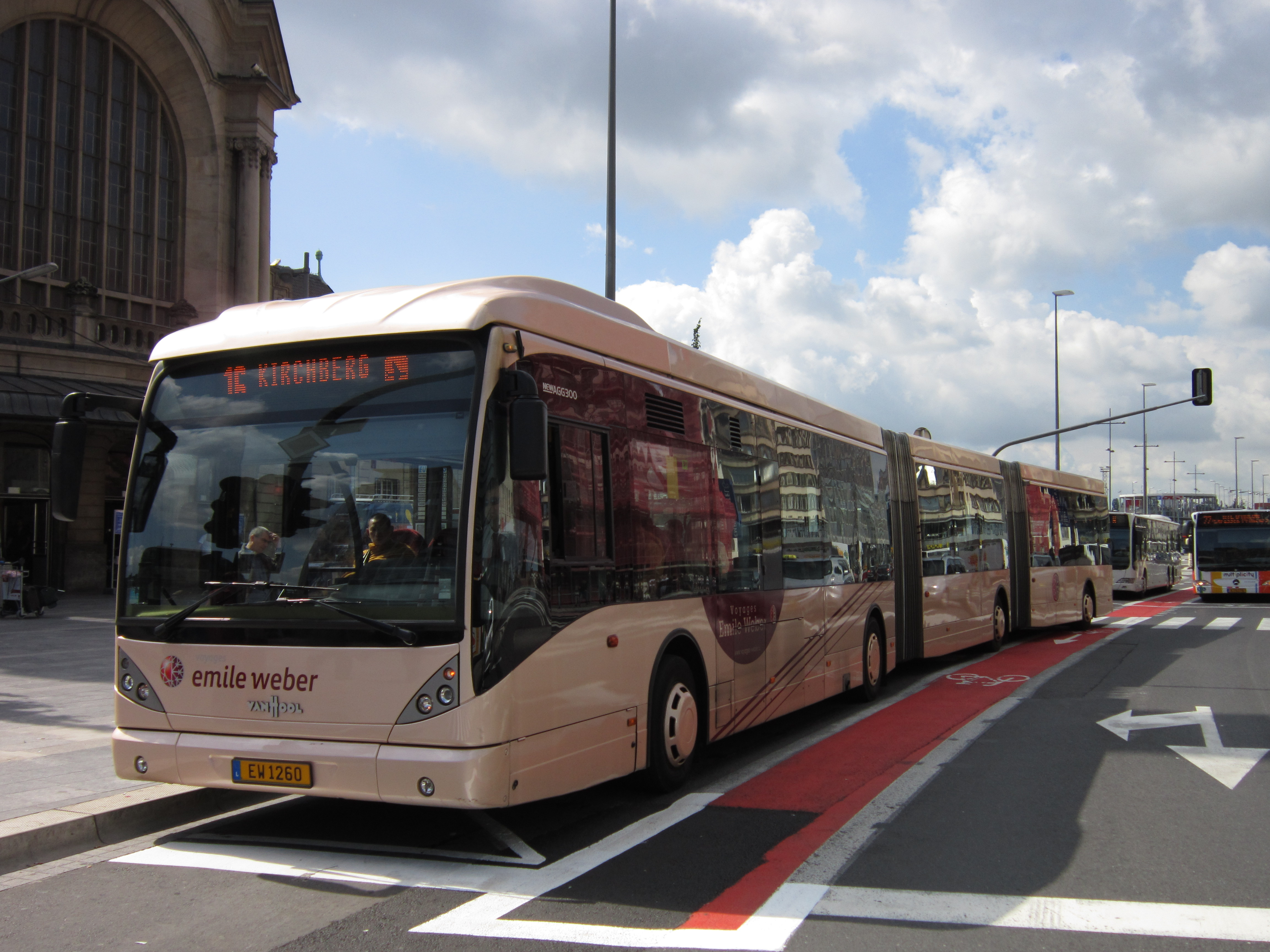
Un Van Hool NewAGG300 des Voyages Émile Weber sur la ligne 16.
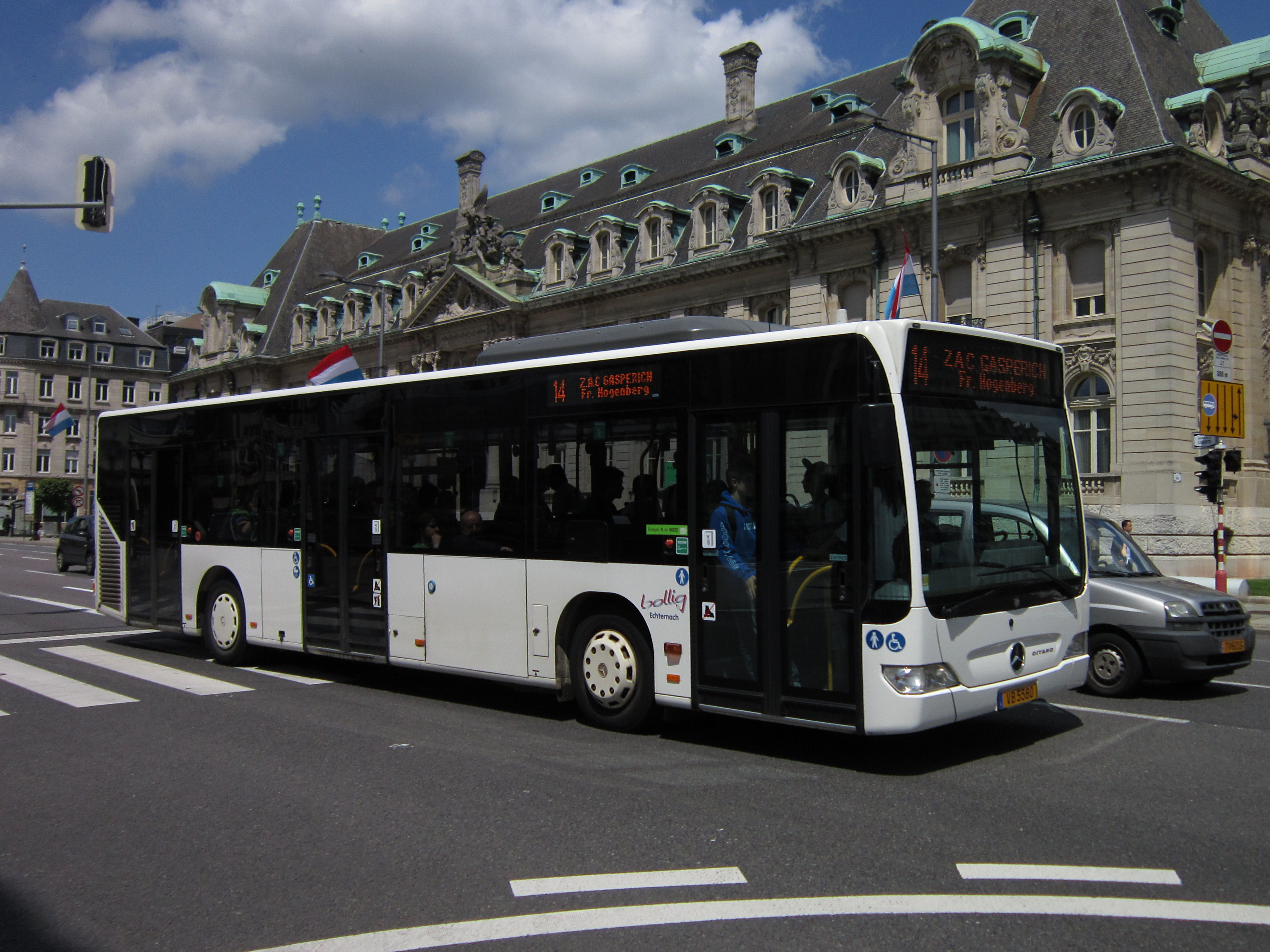
Mercedes-Benz Citaro de Bollig face au siège de ArcelorMittal.
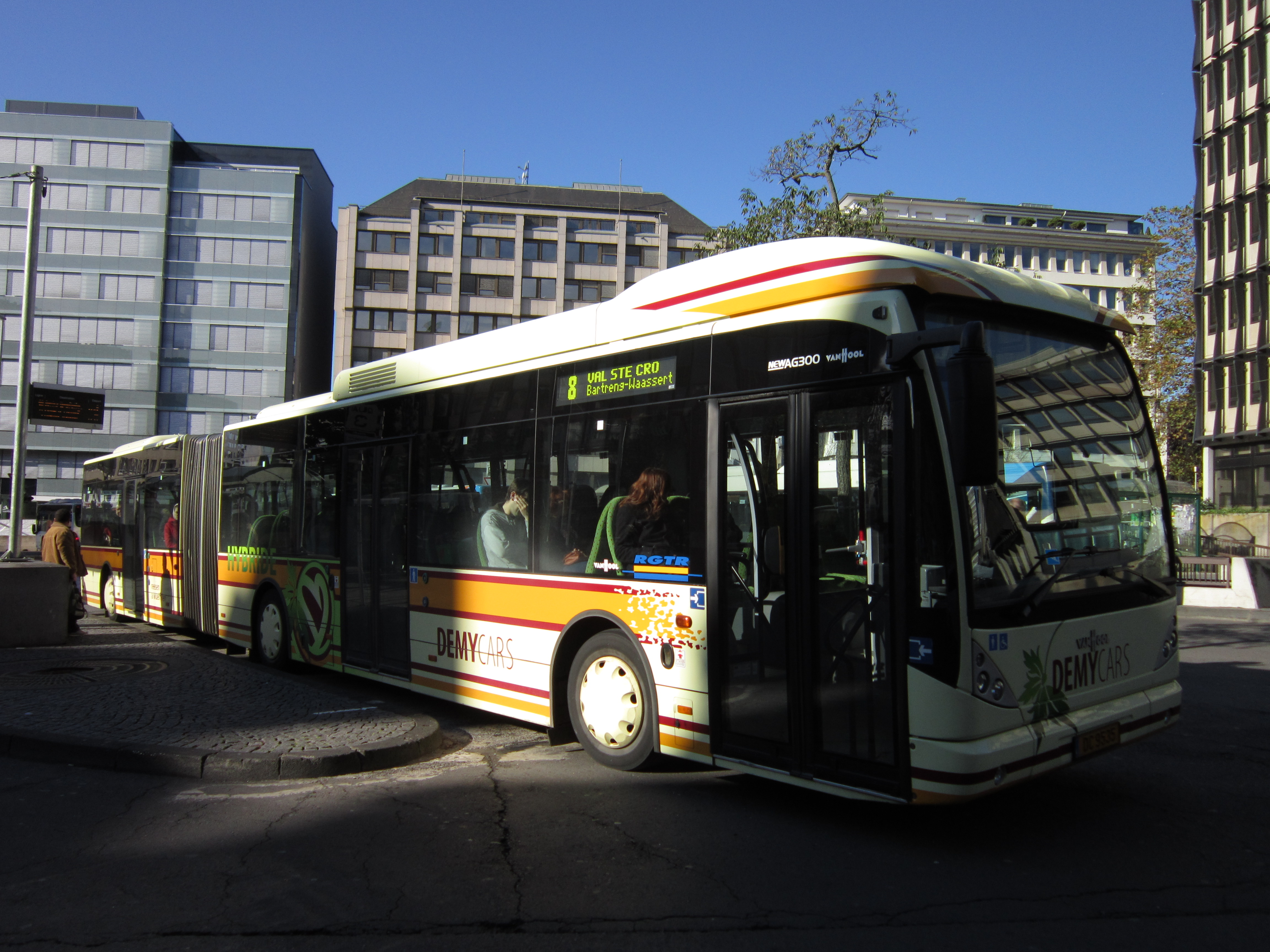
Un Van Hool NewAG300 hybride de Demy Cars sur la ligne 8.

### Tarification et financement
Depuis le 29 février 2020, le réseau AVL, bien qu'en principe non concerné à l'époque par la gratuité nationale car non financé par l'État — en revanche, les lignes du service coordonné AVL/RGTR le sont —, devient lui aussi gratuit sauf le service Call-a-Bus de par la volonté de la ville de Luxembourg. La gratuité créera un manque à gagner de 16,5 millions d'euros pour la capitale grand-ducale, soit un tiers du coût de fonctionnement du réseau.
Avant cette date, la tarification des lignes était identique sur les cinq réseaux de transport en commun du pays depuis le 1er janvier 1991 : CFL, Luxtram, RGTR, AVL et TICE.
Le financement du fonctionnement des lignes (entretien, matériel et charges de personnel) est assuré par la ville et ses sous-traitants. Le manque à gagner induit initialement par le faible coût des titres de transport puis par la gratuité instaurée en mars 2020 est compensé par l'autorité organisatrice, l'État luxembourgeois. Il définit les conditions générales d'exploitation ainsi que la durée et la fréquence des services sur proposition de l'administration des transports publics du ministère de la Mobilité et des Travaux publics.